# 裏FUTURE SCAPE
裏FUTURE SCAPE（うらフューチャースケープ）は、FMヨコハマがインターネットで配信しているポッドキャスト番組。
1993年10月から毎週土曜日の9:00～11:00(JST)に同局が生放送しているラジオ番組、FUTURESCAPEの番外的な番組であり、放送終了後引き続き収録されている。

## 概要
2005年4月～2006年4月、元々本編の番組内で罰ゲーム内容を決め、それを番組終了後に実行し、番組ホームページで音声でその内容を紹介するという、派生コンテンツだったのが始まりのきっかけ（この期間は、まだポッドキャスト形式ではない）。
その後2006年5月～、ポッドキャスト形式に移行し『ポッドキャスト配信○号』という名称ではあるが、『○号』のカウントは、前述の2005年4月～2006年4月は含まれていないため、実質のカウント数はこれより多いものとなる。ポッドキャスト番組としても、本放送とともに同局の最長寿番組である。
開始当初はApple Podcastsのみでの配信だったが、その後配信サービスが拡大され、2024年現在ではApple Podcastsのほか、Google ポッドキャスト、Spotify、Amazon Musicでも視聴可能。
オープニングジングルは配信開始以来、何度かの変更を経て、第405回（2014年4月12日配信）から横浜市の高木学園女子高等学校（現・英理女子学院高等学校）とコラボして制作されたコーラスジングルが使用されている。

## 主な出演者
- 小山薫堂
- 柳井麻希

### 二人の関係

#### 愛の年表
柳井、小山を口説く （2005年8月6日配信）
罰ゲームとして、柳井が小山を口説いた。
「同じ名字になりたいな」など奮闘するも、「世界に2人だけになったら？」という柳井の極限状態のシチュエーションにも、小山は「食べる」と言いそうになるなど、失敗に終わる。
小山は「僕が罰ゲームを受けてる気分」と発言し、最後には、罰ゲーム途中で柳井を放置、退席している。
「薫堂さんのことが好きですか？」 （2005年10月15日配信）
リスナーから「薫堂さんのことが好きですか？」という質問が寄せられた。
「答えましょうか？」という柳井に対し、小山は「これはいらない」と質問自体をもみ消した。
公開プロポーズ （2005年12月10日配信）
罰ゲームという形で、柳井から小山への公開プロポーズが行われた。
シチュエーションとしては、「クリスマス直前、大観覧車の中、てっぺんに行った瞬間に告白」である。「ねぇくんくぅ～ん」という甘えた声に始まり、「私が一番欲しいのはね…薫堂」と締めるも、小山は「キャラ入れてるのがダメ」と、このプロポーズを却下した。
小山、鼻血 出さず （配信第4号）
フィルムのプロモーション案として、小山が柳井の写真を撮るとこが話題に上る。
「ベッドの中で、シーツにくるまってる」シーンを撮るという薫堂に、柳井は「いやーん 写しちゃう？ クンクゥ～ン」と述べるも、薫堂は「鼻が出ました」と鼻汁を吹き出した。
それに対し柳井は、「鼻血ぐらい出しなさいよ」とコメントしている。
小山・柳井 すれ違いの日々 （配信第8,9号）
小山・柳井は、2週交互に番組を欠席。ほぼ毎週顔を合わす2人が、3週間にも渡って逢えないという、異例とも言えるすれ違いの日々が続いた。
小山、柳井に「男のニオイ」を感じ取る （配信第12号）
番組冒頭、タイトルコールがずれたことから小山は、柳井に「男が出来た」と指摘した。小山はその論拠について、「顔つきが変わった」「熟れてる感じ」と語っている。
この後、柳井は結婚を発表、小山の観察眼の鋭さを証明する形となった。
配信第27号で、柳井はこの指摘を振り返り、「薄々どっかで聞いてるのかと思った」と当時の心境を告白している。
今の柳井さんが好きですよ （配信第14号）
「薫堂さん好みのヘアメイクにする」という罰ゲームに対し、小山は「いや僕はもう今の柳井さんが好きですよ」「このまま変わらずにいて欲しい、じゃ！お疲れさま」と発言。
柳井は「ちょっと待ちなさいよ！」と様々な髪型を薦めるも、小山は「要らない」と連呼し、スタジオを後にしている。
全然 脱がなくて良い （配信第16号）
この日、小山は柳井を撮影、「特に優れた写真」を撮ることに成功した。
小山は「肌の色が一番綺麗に加工できた」「色の黒さをマイルドな感じに仕上げた」「濃いめのカフェオレにミルクを足した感じ」とコメント。
加えて柳井に対し、「全然、脱がなくて良い」と断言している。
小山、柳井の好みを言い当てる （配信第22号）
小山は柳井の「好きなのタイプ」が解ったと発言。小さいこと・ぬいぐるみのような＝癒し系・素朴なタイプ・もんちっちと分析。
柳井はこれを、概ね認めている。
柳井麻希、結婚 （配信第26,27号）
柳井麻希は、小山以外の男性との結婚を発表。
この時の柳井にとっての小山は、父親のような立ち位置で、小山に対し柳井は「パパありがとー」と発言している。
新婚生活に興味津々な小山は、柳井に様々な質問を投げかけるも、柳井は「すれ違いが続いて独り暮らし」と現状を語った。
御縁がなかった理由 （配信第27号）
小山が柳井と「御縁がなかった理由はなんですか？」という、リスナーからの質問に対し、小山は「趣味じゃなかった」と述べるも、すぐさま「嘘ですよ」と、これを自ら否定。
更に小山は「毎週ドキドキしてる。終わった後ポーッとしてる。」と発言したが、柳井に「今日、なに食べようかなー」と考えていることを見透かされている。
また小山は、「おそれ多くて現実味がない」「遠くて小さい存在」ともコメントしている。
2人で食事 そして同じホテル （配信第27号）
この回、小山と柳井は過去1回のみ、2人で焼き肉を食べに行ったことを告白している。その後は2人は、同じホテルに宿泊。
ただし、リステリンを買った後、各々の部屋に別れての宿泊である。
柳井・夫と小山 同タイプのパンツを購入 （配信第46号）
柳井へのホワイトデーのお返しとして、夫のパンツが贈られることとなった。そのパンツは、「ワァオ」となるようなものが良いとされ、小山の秘書・ぱんこが調達することとなった。
この際、パンツ（分類は ふんどし）は柳井・夫と小山に贈られていることから、柳井の夫と小山は、同タイプのパンツを所持していることとなる。
「触ってみなさいよ 触りなさいよ」 （配信第53号）
柳井の「壁を食べた」という想い出話に対し、小山は、それが「ザラザラ肌の原因」と指摘。
これを受けて柳井は、「触ったことないくせにそんなこと言わないで」「触ってみなさいよ 触りなさいよ」と小山に詰め寄った。
これに対し小山は、「ブルブルブル」とコメントしている。
柳井・母、「義理の息子」発言 （配信第54号）
柳井・母が電話で登場。小山を「義理の息子」として獲得しようとするも、その条件として「キチッとしてから」と、異性関係の整理を要求した。
これに対し小山は「娘さんの方をキチッとして下さいよ」と反論するも、「ウチはいつでもキチッと出来ますよ」と巻き返されている。
呼称・「うちの奥さん」 （配信第63号）
FUTURESCAPEオンエアー中に募集した、柳井の新しい呼び方に「うちの奥さん」が採用された。
これは柳井の結婚後の姓である「内田の奥さん」の略であり、裏FUTURE SCAPE限定とされた。
これにより、しばらくの間、小山は柳井を「うちの奥さん」と呼ぶようになった。
柳井、小山を男として （配信第71号）
小山不在のガールズトークの中で、FUTURESCAPE女性陣は「女として見て貰ってない」「いい女を見過ぎている」と小山についてコメント。
次いで、柳井は小山を男としてみていたかという質問に対し、柳井は「薫堂さんを男として」「ステキなお兄さまだなって」と発言するも、言葉に詰まった。
小山・柳井、ニオイを嗅ぎ合う （配信第81号）
この日の罰ゲームで小山は柳井のニオイを、個人的興味から柳井は小山のニオイを、それぞれ嗅ぎ合った。小山は柳井のニオイを「塩の効いていないフランス料理」、柳井は小山のニオイを「クリープ」と表現している。
なお、柳井によれば、小山は首筋より腕の方が、ニオイが良いとされている。
「一生一緒にいたいです」 （配信第91号）
この「一生一緒にいたいです」は、柳井が夫に対し、プロポーズとして用いた言葉。小山が夫役を演じ、プロポーズの様子が再現された。
「抱きしめたこともないクセに 抱きしめてから言いなさい」 （配信第98号）
小山・柳井らに贈られた、オリジナルロールケーキの話題から転じ、柳井が小山に発した言葉。この言葉は、配信第136号でリスナーの選んだ「2008年 流行語ランキング」ベスト1に輝いている。
小山、「愛情の裏返し」を肯定 （配信第102号）
「薫堂さんが麻希さんをいじるのは『愛情の裏返し』ですか」という旨のコメントを、リスナーから寄せられた。小山は、これを認めている。
「結婚しちゃう？」 （配信第113号）
FUTURESCAPE10周年のサプライズ企画として、柳井は「結婚しちゃう？」と提案した。
同じ回、小山は柳井が「総会話量No.1」であるとのコメントをしたり、柳井のことは「肉親みたな感じ」と表現をしている。
「いつか起こさせてやる」 （配信第119号）
小山は柳井に「間違いを起こしたくない女」とコメント。これに対し柳井は「いつか起こさせてやる」と、決意を表明した。
小山・柳井、逃避行 （配信第121号）
FUTURESCAPEリスナー限定の「おくりびと」試写会中、小山・柳井はこれをエスケープ。会場を抜け出し、寿司を食べに行った。
小山・柳井、二人の関係を見つめ直す （配信第155号）
この日のオンエアーと裏FUTURE SCAPEで、ウィキペディアの記事中に掲載された「二人の関係」を取り上げ、過去の関係を振り返った。
柳井は「私が一方的に片思いみたいな所が、ちょっと許せない」と発言。これに対し小山は「男はあまりにも追うと逃げて行くんですよ」と述べると、柳井が「追ってないじゃん！たまにちょっかい出すと、すごいドン引きするんですよ」と反論、口論となった。
次いで柳井は「たまには嘘でも良いから…」と映画俳優の様な台詞を期待するも、小山は「ダメ」と一蹴。「まあ良いですけどね」と述べる柳井を尻目に、「そろそろ飽きてきたかなぁ」と話題事態を打ち切った。
小山、柳井のほっぺたを触る （配信第155号）
この日の罰ゲームとして、小山は柳井のほっぺたを触った。
小山は「ドキドキする」と連呼し、目を顔ごと背けながら、柳井に触れ、その感触を「ちょっと時間の経った鏡もち」と言い表した。このように、小山が柳井に触れるというのは、希有なケースである。
「柳井は置物」発言疑惑 （配信第171号）
この前週のオンエアー（2009年8月1日）に於いて、柳井不在中、小山が柳井を「置物」と表現したことに、柳井がご立腹。
小山は、その事実を忘れたと述べるが、実際は以下のように発言されている。
「（柳井さんは）ライバルとは思ってませんし、置物みたい。僕にとって。」
これは、その日のチェック&マークが「ライバル」であり、ピンチヒッターのみんしるに、「小山さんのライバルは、柳井さん？」といった旨の質問を受けての発言である。
「ホラ憑かず離れずででさぁ やっぱね 上手くやろうよ」 （配信第180号）
2009年10月12日に小山がJ-WAVEでクリス智子と共演することを受け、柳井は「またそうやって浮気するわけね？」「どっちが愛人でどっちが正妻？ハッキリしなさいよ」と詰め寄った。
これに対し小山は、「どっちかな？どっちもどっち」と発言、自分の立ち位置が中立であることを明確にした。
その直後、小山はInterFM（エフエムインターウェーブ）でピーター・バラカンと柳井が共演していることを指摘。「バラカンかオレか、どっちかハッキリして欲しいね」とやり返している。
それを受け柳井は「それはさぁ お互い様じゃない やっぱり」「ホラ憑かず離れずででさぁ やっぱね 上手くやろうよ」と発言。2人の関係を確認し合った。
小山、愛人・柳井と旅行 （配信第182号後、183号）
小山・柳井は山形のイベントに参加するため、二人で旅行することになった。この旅は、この頃話題になっていた「柳井とクリス智子さんのどっちが正妻、愛人か」という話題と絡めて「愛人・柳井との旅行」とされている。
この時の様子が、配信第183号で赤裸々に語られた。まず移動中の飛行機内では、二人の席が離れていた上、小山は離陸直前に気を失い、着陸してから目が覚めた。窓に頭をガンガンぶつけて寝ていた柳井は証言している。食事は、炉端焼きで芋煮。蔵王の大露天風呂に入り、硫黄の臭いが取れないなどのハプニングもあった。
愛人との旅行とあって、リスナーは様々な妄想をふくらませたが、この旅を通じての小山の感想は「たいしたことなかった」である。
柳井、小山にチュウを おねだりする （配信第185号）
この日、FUTURE SCAPE CLUBのテーマは「クリスマスに告白するなら…こんなセリフがおすすめ！ 」であった。
この対決に破れた柳井は、自らの提案したセリフである「あ、宿り木だ。この下に来たら、チュウしないといけないんだよ」を小山に向かって言うという罰ゲームを課せられた。
これに対し小山は、「オレが罰ゲームを受けてるみたいでやだ」と抵抗。柳井のセリフに対しても「ふーん あっそう」。「チューは？」という柳井の追撃に「ごめんなさい」「すいませんでした」「帰ります」と降参している。
小山、12年間で初めて、柳井をカワイイと感じる　（配信第190号）
この日の罰ゲームである、「ヨガのポーズをしながら猿の真似」をした柳井。彼女の「ウキー」という泣き声は、小山の心を捕らえ、「今のね、不覚にもね、ちょっとカワイイと思っちゃったね」と、12年間で初めての感情を吐露した。

## 番組の特徴
当初は罰ゲームを執行する場であったが、現在はフリートークがメインである。
CMや曲を挟む必要がないので、小山・柳井がFUTURESCAPEオンエアー中に話足りなかったことを自由に話している。編集される場合はあるものの、その程度は少な目で、小山・柳井によるより奔放な発言を聞くことが出来る。（例：他のラジオ局であるJ-WAVEなどで放送する自身の番組を宣伝する）
この編集されていない様子を小山は「垂れ流し」と表現している。
また、「表」と呼ばれるFUTURESCAPEオンエアー中と異なり、BGMが流れていないことから、小山のお腹のなる音がクリアに収録されるなど、DJの息づかいまで伝わる番組になっている。
小山は、眠そうな様子・退屈そうな様子・空腹そうな様子を、（FUTURESCAPEオンエアー中に輪をかけて）隠そうとしない。更には、くしゃみをする・鼻をかむ・飲食をするなど、より自然に近い状態で小山を観察する事が出来る。
このような自由な番組のあり方について、小山・柳井は、しばしば「裏だから」とコメントしている。また、配信第184号で柳井は、この番組を「治外法権の密林（ジャングル）」と表現。「何が出てくるか分からないし、責任は持たない」と警告している。

## 番組構成
当番組には一切、台本・脚本と言うものが存在せず、小山・柳井の自由な発想と、臨機応変な話題の転換によるフリートークで構成されている。
番組冒頭に「せぇ～の裏FUTURE SCAPE」というタイトルコールが行われた後は、毎回決まったコーナーがあるわけではなく、フリートーク、投稿の紹介、贈り物の飲食、リスナーや関係者への突然の電話などが、その時の気分で行われる。
また、番組中に様々な企画が立案され、決行される。（詳細は「企画と事件」参照）
当番組の本来の趣旨であった「罰ゲーム」の執行は、通常、番組最後に行われる。（詳細は「罰ゲーム」参照）
例外として、配信第151回には、小山の弟子であり放送作家である、内田ぼちぼちが手がけた脚本に則った番組が行われた。当番組独特の「ダラダラ感」「グダグダ感」（小山・柳井談）は大切にしつつも、「クイズコーナー！こたえてボンゴレ！」はゲストや電話での様々な出演もあり、豪華なものとなった。しかし一方で、小山・柳井は原稿を読むと「ちょっと不自然なカンジ」という評価も挙がった。

### 生電話
リスナーや関係者への電話は、全くの突然で、前もってスタッフがアポイントメントを取るようなことはない。その上、小山・柳井は名を名乗らないため、数々のリスナーが困惑させられた。
生電話では、世間話だけでなく、リスナーへのおねだりも行われる。（詳細は「お土産とおねだり」参照）

### 罰ゲーム
FUTURESCAPE中で行われた対決の敗者には、「罰ゲーム」という苦行が課せられる。そもそも当番組は、罰ゲームを実行・収録・公開するためのものであったのだが、フリートークの占める割合が増加した今日、罰ゲームは番組終盤に行われる1コーナーとなった。
前述の通り、罰ゲームの執行は通常、番組最後に行われる。しかしながら、スタジオや小山（及び、そのお腹）の都合により、番組の収録限界時間が迫っている場合、もしくは、罰ゲームの内容に対する小山の関心が著しく薄い場合、「さっさとやっちゃいましょう」とおざなりな態度で扱われることもある。また、次のスケジュールに追われる小山は、罰ゲーム中の柳井を置いて帰るといった放置プレイにした。（2007年2月3日）
そればかりか、小山は空腹に堪えかね「お腹が空いちゃったからやめる」と罰ゲームを中止したこともある。
初期においては、2005年12月3日公開の罰ゲーム・「英語でクリスマスソングを歌う」を行った小山が、柳井を買収、途中で罰ゲームを切り上げるといった行為が確認されている。
2007年5月5日より始まった勝者撮影による「敗者の恥ずかしい写真」の配布や、かぶりもの写真の配信など、敗者に課せられる刑の重複が起こり、2008年当時、連戦連敗で、ほぼ毎週罰ゲームを受ける柳井からは、不満の声が挙がった。

#### 罰ゲーム一覧
|          | 罰ゲーム                                           | 被害者 | 備考                                       |
| -------- | -------------------------------------------------- | ------ | ------------------------------------------ |
| 4月12日  | 無し                                               | 無し   | お知らせデモ音声のみ                       |
| 4月16日  | 赤ちゃん言葉で自己紹介                             | 柳井   |                                            |
| 4月23日  | 赤ちゃん言葉で自己紹介                             | 小山   |                                            |
| 4月30日  | おすぎのモノマネで映画紹介                         | 柳井   |                                            |
| 5月7日   | おすぎのモノマネで映画紹介                         | 小山   |                                            |
| 5月14日  | ヒロシの芸風で切なかった話                         | 小山   |                                            |
| 5月21日  | 昔のコイバナ告白                                   | 柳井   |                                            |
| 5月28日  | 1曲アカペラ                                        | 柳井   |                                            |
| 6月4日   | オペラ調で好きな食べ物を歌う                       | 小山   |                                            |
| 6月11日  | 窓の外を見ながらポエムを読む                       | 柳井   |                                            |
| 6月18日  | 怒り爆発－青木さやか風－                           | 小山   |                                            |
| 6月25日  | おばあちゃん口調で将来の夢                         | 柳井   | 柳井、シゲちゃんを想う                     |
| 7月2日   | 相手かたになりきって、自己紹介                     | 柳井   | 柳井、小山になる                           |
| 7月9日   | 自分の得意なモノマネ披露                           | 柳井   | 偽ミッキー現る                             |
| 7月16日  | スクワットをしながらアニメの歌を1曲歌う            | 柳井   |                                            |
| 7月23日  | お相撲さんになって一番太っていた時の体重を告白     | 小山   |                                            |
| 7月30日  | 韓国語で自己PR                                     | 柳井   |                                            |
| 8月6日   | 相手のDJを好きな人に見立てて口説き落とす           | 柳井   | 小山、「自分が罰ゲームの気分」と発言       |
| 8月16日  | 10Fから1Fまで駆け下りる                            | 柳井   | ランドマーク階段でのロケ                   |
| 8月20日  | 小山薫堂直々に考える罰ゲームを受ける               | 柳井   | 柳井の変顔を小山が撮影                     |
| 8月27日  | 来週の番組での曲紹介をイントロにのってやってもらう | 小山   |                                            |
| 9月3日   | 歌まねで1曲歌う                                    | 柳井   |                                            |
| 9月10日  | 内緒にしている変な趣味を教えてください             | 小山   | 小山、酔っ払ってフェチを吐露               |
| 9月17日  | 携帯メールで10個前のメールの内容は何ですか？       | 柳井   |                                            |
| 9月18日  | 熊本弁で初恋話                                     | 小山   | 「裏FUTURE」の名前が初めて使用される       |
| 10月1日  | 松山千春の「恋」を歌う！                           | 小山   | それでも恋は恋                             |
| 10月8日  | 今だから言えるごめんなさい話をしてください         | 柳井   | 年齢詐称事件（逆サバ）                     |
| 10月15日 | フリー質問に答えてください                         | 柳井   | リスナーからの質問                         |
| 10月22日 | モノマネ披露                                       | 小山   | 偽藤田くん偽レイザーラモンHG               |
| 10月29日 | 早口言葉                                           | 小山   | ゲスト・新ADシロイシ                       |
| 11月5日  | 「夕焼小焼」歌ってください                         | 柳井   |                                            |
| 11月12日 | 「天吉」の天ぷらをおごる！                         | 柳井   | 天吉にてロケ                               |
| 11月19日 | 初めての愛の告白を教えてください                   | 柳井   | だって先輩の方が好きになっちゃったんだもん |
| 11月26日 | 今までで恋人にした1番ひどいことを教えてください    | 柳井   | 貰った指輪を置き忘れた                     |
| 12月3日  | 英語でクリスマスソングを歌う                       | 小山   | 終盤ハミング柳井を買収                     |
| 12月10日 | 相手にプロポーズをする                             | 柳井   | 小山にダメ出しされる                       |
| 12月17日 | いまの悩みを打ち明ける                             | 小山   | 仕事が終わらない                           |
| 12月24日 | HG風に今年の流行語を紹介する                       | 柳井   | うっそぉ～ん                               |
| 12月31日 | 一人二役コントに挑戦！                             | 柳井   | 柳井の関西弁が聞ける                       |

|         | 罰ゲーム                                         | 被害者 | 備考                           |
| ------- | ------------------------------------------------ | ------ | ------------------------------ |
| 1月7日  | 逆立ち                                           | 柳井   |                                |
| 1月14日 | モノマネ10連発                                   | 柳井   |                                |
| 1月21日 | 雪だるまを作ろう                                 | 柳井   | 雪の中、水着（未遂）           |
| 1月28日 | ブリッジせよ                                     | 小山   | 小山、腰を痛める               |
| 2月4日  | 相手のオーダーする絵を描く                       | 小山   | 小山、腰痛に苦しむ             |
| 2月11日 | バレンタインの恥ずかしい思い出を語る             | 小山   |                                |
| 2月18日 | 唐辛子チョコをほおばる                           | 柳井   |                                |
| 2月25日 | 不明                                             | 無し   | 罰ゲーム実行されず             |
| 3月4日  | 「サザエさん」の替え歌で今の気持ちを表現する     | 柳井   |                                |
| 3月11日 | ビリー・ジョエルの替え歌                         | 小山   |                                |
| 3月18日 | 鼻ティッシュでモデルポーズの写真                 | 柳井   |                                |
| 3月25日 | 恥ずかしい携帯メールを読み上げる                 | 小山   |                                |
| 4月1日  | 初恋の相手の名前を3回叫ぶ                        | 小山   |                                |
| 4月8日  | 相手のフリートークにBGMをつける                  | 柳井   |                                |
| 4月15日 | 1番高い声で発声する                              | 柳井   |                                |
| 4月22日 | 女言葉で電話をする                               | 小山   |                                |
| 4月29日 | 変装                                             | 柳井   | ゴルゴ13                       |
| 1号     | 変装                                             | 小山   | ポッドキャスト配信スタート     |
| 2号     | 鼻をつままれる                                   | 柳井   |                                |
| 3号     | 今までスタッフに隠していたことを一つ話す         | 柳井   |                                |
| 4号     | 子供時代の写真を披露                             | 小山   |                                |
| 5号     | デコピン                                         | 小山   |                                |
| 6号     | チア・リーダーとなって小山薫堂を応援する         | 柳井   | ムービー有り                   |
| 7号     | ものまねで一句                                   | 小山   | 郷ひろみ                       |
| 8号     | 指にチを書きチッチキー&小宮山を口説く            | 柳井   |                                |
| 9号     | 変なおじさん                                     | 小山   | 小宮山の戦略的敗北による       |
| 10号    | モー娘。「ラブマシーン」を真剣に朗読             | 柳井   | 北島の敗北による               |
| 11号    | ジェスチャーをして周りの人が当てる               | 小山   | 罰ゲームクラッカー使用         |
| 12号    | ジェスチャーをして周りの人が当てる               | 柳井   | 動画有り                       |
| 13号    | 過去の恥ずかしいファッション                     | 柳井   |                                |
| 14号    | 小山ごのみのヘアスタイル                         | 柳井   | 小山、柳井を放置プレイ         |
| 15号    | しろくまジェラート&青汁パウダートッピング        | 小山   | 好評                           |
| 16号    | クロちゃんのモノマネ                             | 小山   |                                |
| 17号    | 尻文字をかいてください                           | 小山   | 動画有り                       |
| 18号    | 夏の恥ずかしい体験談                             | 柳井   |                                |
| 19号    | 水泳帽・ゴーグル・鼻せん着装                     | 小山   |                                |
| 20号    | ファンタ一気飲み                                 | 小山   |                                |
| 21号    | 柳井がよじったティッシュを、鼻につめる           | 小山   |                                |
| 22号    | ジョン・レノンが暗殺された時の小野ようこを演じる | 柳井   |                                |
| 23号    | セロハンテープで顔マネ                           | 小山   |                                |
| 24号    | 収録中、空気イス                                 | 柳井   | 裏FUTURE最短記録               |
| 25号    | 洗濯ばさみを顔に挟む                             | 柳井   |                                |
| 26号    | 琴欧州（柳井・夫）のマネ                         | 小山   | 柳井、結婚を発表               |
| 27号    | フリスク一気食い                                 | 小山   | フリスク顔面発射               |
| 28号    | 長州小力のパラパラのマネ                         | 柳井   |                                |
| 29号    | 三つ編みおさげ                                   | 柳井   | 来週に持ち越し                 |
| 30号    | アグネス・チャンの歌マネ                         | 柳井   | 先週分とW・動画有り            |
| 31号    | デコピン（スタッフによるフクロ）                 | 柳井   |                                |
| 32号    | 「オリビアを聴きながら」熱唱                     | 柳井   | 動画有り                       |
| 33号    | マニキュアを塗る                                 | 小山   |                                |
| 34号    | 500ml牛乳を一気飲み                              | 小山   | メリケン、1Lを買ってくる       |
| 35号    | 激辛カレーパンを喰らえ                           | 小山   | メリケン、辛子とタバスコを追加 |

|      | 罰ゲーム                                        | 被害者     | 備考                     |
| ---- | ----------------------------------------------- | ---------- | ------------------------ |
| 36号 | 激辛あんバーガーを喰らえ                        | 柳井       |                          |
| 37号 | 倒れるまで続けるヒンズースクワット              | 柳井       | 18禁                     |
| 38号 | 激辛ブラッドオレンジジュース                    | タテウラ   | 敗者は小山               |
| 39号 | 反復横飛び                                      | 小山       |                          |
| 40号 | 歳の数だけ豆を食べる                            | 柳井       | 柳井、放置プレイ         |
| 41号 | 塩ラーメンキャラメル&イカスミキャラメル同時食い | 小山       |                          |
| 42号 | 「オリビアを聴きながら」を歌う                  | 小山       |                          |
| 43号 | カリカリ梅一気                                  | 柳井       | 3つで限界                |
| 44号 | ハンバーガーを一個丸ごと一口で食べる            | 小山       | メガマック               |
| 45号 | フリスク一気                                    | 大マン     | 敗者は柳井               |
| 46号 | うさぎ飛びでスタジオ10周                        | 柳井       | 動画有り                 |
| 47号 | モノマネをリスナーに披露                        | 小山       | 「理解できない」         |
| 48号 | 自腹でリスナープレゼント                        | 小山       |                          |
| 49号 | 早口言葉を言う                                  | 柳井       | 執行されず               |
| 50号 | ありえない凄い顔撮影                            | メリケン   | 敗者は小山               |
| 51号 | 好きな歌を歌いながら腕立て10回                  | 小山       | オリビア                 |
| 52号 | ひょっとこ写真アップ                            | 小山       |                          |
| 53号 | 子供の頃の悪事を暴露                            | 柳井       | 壁を食べた               |
| 54号 | 実家に生電話                                    | 柳井       | 母ヤナイ登場             |
| 55号 | 猪木のマネ                                      | 柳井       | 次週に繰り越し           |
| 56号 | 瞬きしないで一分間喋り続ける                    | 柳井       | 更に猪木のマネ           |
| 57号 | 不明                                            | 不明       | 執行されず               |
| 58号 | 目の下にメンソレ&フリスク一気                   | タテウラ   | 敗者は柳井               |
| 59号 | 三点倒立                                        | 柳井       |                          |
| 60号 | 郷ひろみのモノマネ                              | 柳井       | 小山父と同じ空気         |
| 61号 | アヒル歩き                                      | 柳井       |                          |
| 62号 | ビリーの腹筋5分間                               | 柳井       |                          |
| 63号 | カルメン・エレクトラ                            | 柳井       | セクシーボディーレッスン |
| 64号 | ゆでたまご一気                                  | メリケン   | 敗者は柳井               |
| 65号 | 渚のハイカラ人魚熱唱                            | 柳井       |                          |
| 66号 | 不明                                            | 不明       | 実行されず               |
| 67号 | 各種キャラメルミックス食い                      | 柳井       |                          |
| 68号 | 変な顔                                          | 柳井       |                          |
| 69号 | マシュマロで口いっぱいに                        | 柳井       | マーカス指令             |
| 70号 | ガリガリくん                                    | タテウラ   | 敗者不明                 |
| 71号 | マックシェイク一気                              | メリケン   | 敗者不明                 |
| 72号 | 小山の私物プレゼント                            | 小山       |                          |
| 73号 | 不明                                            | 不明       | 実施されず               |
| 74号 | 顔に落書き                                      | 小山       | 猫っぽく                 |
| 75号 | イタ電                                          | ゴッド     | 内田ぼちぼちを恫喝       |
| 76号 | 不明                                            | 不明       | 実施されず               |
| 77号 | 合コンをセッティング                            | 亜風呂     | 小山、小宮山に           |
| 78号 | 前屈                                            | 柳井       |                          |
| 79号 | ギャル語で会話                                  | 柳井       | ボーダー妹に電話         |
| 80号 | 校歌を歌う                                      | 小山       | 来週に                   |
| 81号 | においを嗅ぐ                                    | 小山       |                          |
| 82号 | ものまね                                        | 小山       | ツカサ亭のおじさん       |
| 83号 | ネズミ姿で腹筋                                  | 柳井       |                          |
| 84号 | 無し                                            | 無し       | 前フューチャーのため     |
| 85号 | 片足立ち                                        | 小山       | 更にオッパッピー         |
| 86号 | 初恋エピソード                                  | 柳井       | 持ち越し                 |
| 87号 | 初恋エピソード                                  | ハナちゃん |                          |

|       | 罰ゲーム                                                    | 被害者   | 備考                          |
| ----- | ----------------------------------------------------------- | -------- | ----------------------------- |
| 88号  | エビ反り                                                    | 柳井     |                               |
| 89号  | キティちゃんの声で新年の挨拶                                | 柳井     | 他、同じ声で多数              |
| 90号  | 福田浩子アナのモノマネ                                      | 柳井     | ニュースを読んでいない時の    |
| 91号  | 恥ずかしい台詞を言う                                        | 柳井     | プロポーズさせられた時の言葉  |
| 92号  | 恵方巻を2本まとめて食べる                                   | タテウラ | 敗者は柳井                    |
| 93号  | グッと来るチョコの渡し方、実践                              | 柳井     |                               |
| 94号  | 背負い投げされる                                            | 柳井     | 投げ人=ボーダー妹アイコちゃん |
| 95号  | コーラ&カルピス&牛乳のミックス                              | 柳井     | うさぎバーテンダー作          |
| 96号  | 収録中イスの上に正座                                        | 柳井     |                               |
| 97号  | 変な顔を撮影                                                | 柳井     |                               |
| 98号  | ポッキー40本一気食い                                        | 柳井     |                               |
| 99号  | 目隠しでなにか食べさせられる                                | 柳井     |                               |
| 100号 | 不明                                                        | 不明     | 敗者は柳井                    |
| 101号 | サブいダジャレ3連発                                         | 小宮山   |                               |
| 102号 | にゃんにゃん言葉で喋る                                      | 柳井     |                               |
| 103号 | V字腹筋20秒間                                               | ボーダー | 敗者は柳井                    |
| 104号 | 横文字を使ったら腕立て伏せ×5                                | 柳井     |                               |
| 105号 | 不味いラムネを飲む                                          | ブッダ   | 敗者は柳井                    |
| 106号 | 電話で母親に感謝の言葉                                      | 柳井     |                               |
| 107号 | 電話のかぶりもので独り芝居                                  | 柳井     |                               |
| 108号 | 抱き枕で喜怒哀楽を表現する                                  | 柳井     |                               |
| 109号 | ヤンキー座りでカメラ目線                                    | 柳井     |                               |
| 110号 | 動物のマネをして当てて貰う                                  | 柳井     |                               |
| 111号 | 風船を膨らませて割る                                        | 柳井     |                               |
| 112号 | 指の間をフォークでサクサク                                  | 柳井     |                               |
| 113号 | 幼児言葉で幼児プレイ                                        | 柳井     |                               |
| 114号 | もも上げ60回                                                | 柳井     | ブッダも共演                  |
| 115号 | 死んだフリ                                                  | 柳井     |                               |
| 116号 | 芸能人モノマネ3連発                                         | 柳井     |                               |
| 117号 | 恐い話をする                                                | 柳井     | 元彼の話                      |
| 118号 | アイス一気食い                                              | 柳井     |                               |
| 119号 | 「やないまき」で「あいうえお作文」                          | 柳井     |                               |
| 120号 | ラジオ体操                                                  | 柳井     | 独創                          |
| 121号 | 恥ずかしい話                                                | 免除     | スタッフボール                |
| 122号 | 3の倍数でアホになる                                         | 柳井     |                               |
| 123号 | 初キスの話を語る                                            | 柳井     | 妄想話                        |
| 124号 | 服を表裏で着る                                              | 柳井     | 柳井、スタジオ生着替え        |
| 125号 | セクシーポーズ                                              | 柳井     |                               |
| 126号 | 一番最近送ったケータイメールを朗読                          | 柳井     | 企画倒れ                      |
| 127号 | ショートコント「面接」                                      | 小山     | 敗者は柳井                    |
| 128号 | 今の気分を踊りで表現                                        | 柳井     |                               |
| 129号 | 髪型を変えてくる                                            | 柳井     | 執行は翌週                    |
| 130号 | 目の絵を描いて貼る                                          | 柳井     |                               |
| 131号 | チョコ&イカを目を閉じて一緒に食べる                         | 柳井     | エロス                        |
| 132号 | ブッダの頭にキス                                            | 小山     | 敗者は柳井                    |
| 133号 | 犬になり降参のポーズ                                        | 柳井     |                               |
| 134号 | 宝塚ジェンヌになって靴のニオイを嗅ぐ                        | 柳井     |                               |
| 135号 | いくらちゃんの声でサヨナラ                                  | 柳井     |                               |
| 136号 | ポニョになる                                                | 柳井     |                               |
| 137号 | クリスマスソングを歌う                                      | 柳井     |                               |
| 138号 | 後ろに置いたペットボトルを前向きの姿勢で取る                | 柳井     |                               |
| 139号 | 自分の後ろに置いたペットボトルを前を向いたままとる・・・×10 | 柳井     |                               |

|       | 罰ゲーム                                                             | 被害者   | 備考                                                     |
| ----- | -------------------------------------------------------------------- | -------- | -------------------------------------------------------- |
| 140号 | 過去の恋人についてコメント語る                                       | 柳井     |                                                          |
| 141号 | 超セクシーボイスで新年のご挨拶                                       | 小山     | 柳井が勝ったのは第87号以来                               |
| 142号 | 浜に打ち上げられた魚になる                                           | 小山     |                                                          |
| 143号 | 手に絵を描く                                                         | 小山     |                                                          |
| 144号 | いないいないバぁ～                                                   | 小山     |                                                          |
| 145号 | おなかを空かせた子犬のモノマネ                                       | 小山     |                                                          |
| 146号 | 顔の上にお菓子を置いて食べる                                         | 小山     |                                                          |
| 147号 | 顔にキスマークを描く･･･                                              | 柳井     |                                                          |
| 148号 | 耳を筆でこちょこちょ～～                                             | 柳井     |                                                          |
| 149号 | FM YOKOHAMAの他の番組でメッセージが読まれるまでメールを送り続ける･･･ | 柳井     |                                                          |
| 150号 | 不明                                                                 | 不明     |                                                          |
| 151号 | 耳かきをされる                                                       | 小山     | 持ち越し                                                 |
| 152号 | かぶりもの写真をFヨコ公式プロフィールに使う                          | 柳井     |                                                          |
| 153号 | ひざまくらをさせてもらう                                             | 小山     | 持ち越し                                                 |
| 154号 | 変な格好で、シリアスな表情をする                                     | オイカワ | 敗者は小山(執行時不在)。ひざまくらは、ギュウヒが被害者に |
| 155号 | ざらざらしたほっぺたを、触られる                                     | 柳井     |                                                          |
| 156号 | 宇宙人の声で話す                                                     | 柳井     |                                                          |
| 157号 | 小山がブレンドした缶コーヒーを飲む                                   | 柳井     |                                                          |
| 158号 | 口笛を吹く                                                           | 柳井     |                                                          |
| 159号 | 不明                                                                 | 柳井     |                                                          |
| 160号 | 女王様で裏をこなす                                                   | 柳井     |                                                          |
| 161号 | セロテープで顔を整形                                                 | 柳井     |                                                          |
| 162号 | 1番かわいい顔で10秒見つめる                                          | 柳井     | バービー小山口撮影のレンズに向けて                       |
| 163号 | 自らの馬鹿さを語る                                                   | 柳井     |                                                          |
| 164号 | 耳と鼻にティッシュをつめる                                           | 小山     |                                                          |
| 165号 | カラオケの十八番を歌う                                               | 小宮山   | 著作権に引っかかるのでワンフレーズのみ                   |
| 166号 | 童謡を歌う                                                           | 柳井     | 持ち越し                                                 |
| 167号 | 不明                                                                 | 柳井     |                                                          |
| 168号 | 怖い話                                                               | 不明     | 持ち越し                                                 |

### 収録時間
ポッドキャスト配信第1号では13分34秒であったが、回を重ねるごとに収録時間は拡大、配信第242号では1時間17分50秒を記録している。
通常、スタジオブースの使用時間を大幅に過ぎて怒られたり、DJ・小山が次の仕事に向かうための時間の制約や、話す内容が無くなる、もしくは空腹に堪えかねて終了するまで収録は続けられる。
なお、現在までの最短収録記録は2006年10月14日分の3分19秒なっている。これは罰ゲームで柳井が裏FUTURE SCAPE中に空気イスを行い、堪えられなくなった時点で収録も終了するという企画ゆえの結果である。
2011年2月12日で、配信第250回を迎えた。2011年3月12日分は、前日の東日本大震災を受け特別版を配信した（以下の統計には加えていない）。2012年2月4日で、配信第300回を迎えた。2014年3月8日には、配信第400回を迎え、この回は記念回となった。2016年2月7日には配信第500回を迎えている。
第1号から第313号までの統計情報
合計収録時間：172時間20分54秒
最長収録時間：1時間17分50秒（配信第242号　2010年12月18日分）
最短収録時間：3分19秒（配信第24号　2006年10月14日分）
平均収録時間：33分02秒
直近10回の平均収録時間：40分00秒
収録時間推移グラフ：

収録時間ヒストグラム：

## 歴史

### 番組の始まり
ポッドキャストでは、2006年5月5日に第1回の配信が始まっている。2010年現在、配信第1号からダウンロード可能。
しかしながら配信100回記念の回に、リスナー・「タナカシンイチ」からの指摘で異議が唱えられることとなった。
裏FUTURE SCAPEは、ポッドキャスト配信開始以前からも、その前身とも言えるものが既に存在し、罰ゲームの様子を番組終了後に収録、ホームページに公開されていた。
「タナカシンイチ」は、これら56回分は「裏フューチャー・アーリーシリーズ」と言えるものであるとし、これらを含めると裏FUTURE SCAPEの起源は大きくさかのぼるという学説を発表した。
中でも「裏FUTURE SCAPE」の呼び名が初めて使われたのは2005年9月24日の回であり、裏フューチャー内で初めてのメール（タナカシンイチによるもの）が読まれたことなどから、この回を裏FUTURE SCAPEの第1回目とすべきであると提唱している。
一方で、現在ではホームページで聞くことの出来る罰ゲームも、裏FUTURE SCAPEのコーナーにまとめられていることから、この罰ゲームの始まった2005年4月12日を第1回目とするべきとの意見もあり、どの回を第1回目とするかは、専門家の間でも意見が分かれている。

### 企画と事件
裏FUTURE SCAPEでは、数々の実験的な企画が行われたり、後々まで語り継がれる事件が起こっている。なお、企画・事件名は、便宜的に命名したものである。
FMヨコハマスタッフがゲスト （配信第1～7号）
FMヨコハマを影で支えるスタッフをゲストに迎える企画。ゲストが次のゲストを紹介するテレフォンショッキング方式を採用。毎回、ゲストからお土産を徴収していた。
柳井麻希、大マンにチュー （配信第2号）
小山とのモノマネ対決に勝利した大マン（The BurnのAD）に、柳井が接吻をした。その際、大マンは2～3日程度風呂に入っていなかった。
接吻には、タリーズコーヒーのフタが保護膜として利用されたが、ストロー差し込み口は穴が開いていることから、部分的にせよ、接触は避けられない状態であった。
小山薫堂、柳井麻希の利き手を知らず（配信第3号）
Tips Townのレポーター、穂積ユタカがゲスト出演。お土産に出された平泉の稲荷寿司をレポートーする際、左利きを見た小山薫堂が見て一言、「あれ、左利きでしたっけ？」との言葉に、「8年間も一緒に付き合っていて知らなかったの？」と叫んでいた。
小山、柳井に「男のニオイ」を感じ取る （配信第12号）
番組冒頭、タイトルコールがずれたことから小山は、柳井に「男が出来た」と指摘した。小山はその論拠について、「顔つきが変わった」「熟れてる感じ」と語っている。
この後、柳井は結婚を発表、小山の観察眼の鋭さを証明する形となった。
配信第27号で、柳井はこの指摘を振り返り、「薄々どっかで聞いてるのかと思った」と当時の心境を告白している。
マーカス、へそピアス そしてキャバクラ （配信第12～13号）
ラジオ界のおしん（小山談）こと、FUTURESCAPEスタッフのマーカスがへそピアスをしてきたことが、小山に大きな衝撃を与えた。マーカスは「アメリカでなにかファンキーなことをしてみたかった」と発言している。
更に翌週、彼女は以前、熊本のキャバクラ・ビッグボックスに勤務していたことが判明。
クロちゃん モノマネブーム （配信第15号）
リスナー・「えっちょ」が電話で披露した、お笑いグループ・安田大サーカス・クロちゃんのモノマネが発端。FUTURESCAPEオンエアーのゲストに、安田大サーカスを迎えるに至った。
また、「えっちょ」は配信49号で再登場しており、このモノマネを封印中との発言をしている。
新AD、リスナーから募集、命名 （配信第17～20号）
配信第17号に電話面接、18号にはスタジオで収録中に公開面接が行われた。次いで19～20号で命名。AD「メリケン」が誕生した。
なお、採用には至らなかったものの、この時の候補者として、後のADボーダーも登場している。
裏FUTURE SCAPE 史上最短 （配信第24号）
罰ゲームで柳井が裏FUTURE SCAPE中に空気イスを行い、堪えられなくなった時点で収録も終了するという企画。記録は3分19秒である。
柳井麻希、結婚を報告 （配信第26号）
結婚式を明日に控えた、新婦の様子を聞くことが出来る。なお、結婚相手の性は「内田」であるが、内田ぼちぼちでないことを、柳井は強調している。
小山・柳井不在の裏FUTURE SCAPE （配信第29号）
小山は海外、柳井も旅立ったため、福田浩子アナ・マーカス・メリケンという、異例のメンバー構成で収録された。
「心を動かされた今週の一言」先行スタート （配信第31号）
この週のチェック&マークに寄せられた投稿に感銘した小山・柳井は、「心を動かされた今週の一言」を募集するコーナーを、翌年・2007年1月から設立する事を企画。実現した。
また、このコーナーに寄せられた、リスナーからの投稿で、新書を出すという野望を打ち立てたが、未だ実現はされていない。なお、採用者には、フリースブランケットが贈られた。
生電話で小山へ 原稿催促 （配信第32号）
柳井への罰ゲーム執行中に、小山に一本の電話がかかってきた。この日の前日が締め切りであるdancyuの原稿を、催促する電話である。
スタッフボールが提案される （配信第35号）
罰ゲームの回を重ねるごとに攻撃性を増す、ADメリケンの仕打ちに業を煮やした小山・柳井は、罰ゲームをスタッフに転嫁出来る「スタッフボール」を提案。採用されることになった。
ヒンズースクワットしながら収録 （配信第37号）
柳井がヒンズースクワットをし続けながら、収録するという企画。体力の限界に達した時点で収録終了の為、収録時間は7分31秒と短時間であった。
タテウラ、タバスコ入りジュースを一気飲み （配信第38号）
この日、当時の番組スタッフ・タテウラに、罰ゲーム執行の判決が下った。罪状は番組参加わずか4回目にして、遅刻したことである。タテウラは「3度寝した」「起きたら8時だった」と語っており、判決を受け入れた。
罰ゲームは「サドンデスソース（タバスコ）入りブラッドオレンジジュース」を飲むことである。なお、タテウラは、この激辛飲料を一気に飲み干し、罪の全てを清算している。
収録中にお昼ご飯を相談する （配信第39号）
番組収録後、小山・柳井・スタッフで昼食に行くことが提案され、収録中にもかかわらずお店選びが始まった。グルメ企画のようになっているが、自分たちが食べに行く店を、相談しているだけである。
小山、収録中に逃亡 （配信第40号）
次の仕事に向かうため、開始11分23秒、小山、途中逃亡。歳の数だけ豆を食べる罰ゲーム中の柳井を、放置した。
なお、小山は収録中ずっと、帰り支度を進めており、その音も余すところ無く収録されている。
クジラのたれ事件 （配信第41～42号）
1999年9月25日、当時のディレクター・菊池淳介（きっくん）の卒業に合わせて、「常連リスナーたちからFAXが届いていると言いつつ、実は彼らが直接、FAXや花束を渡す」という企画が行われた。その時、カリスマリスナーハラタエコがお土産に持ってきたのが件の「クジラのたれ」である。
2007年2月10日、FUTURESCAPEオンエアー中、「ハラタエコ」からのメールが発端となり、以前「ハラタエコ」が持ってきた「クジラのたれ」のの行方を、誰も知らないことが判明。裏FUTURE SCAPEにて、タレの足取りを追うべく、捜査本部が立ち上げられた。しかしながら、いずれも情報は得られず、捜査は暗礁に乗り上げる形となった。
翌週・配信42号で、事件は更なる展開を見せる。なごっちから証拠提出された、事件当日の写真に、きっくんが、黄色と思われる手提げ袋を手する姿があった。結局事件は、「きっくんがクロ？」ということで解決をみた。
この回、リスナーによって届けられた「クジラのたれ」は、いわゆる液状の「たれ」ではなく、「クジラのジャーキー」と呼べるものであった。この事実は小山も知るところではなく、長期に渡る誤解が解決される形となった。
長いメールが朗読される（配信第43号）
リスナー・ラジオネーム（50代・男性）から送られてきた、長編メールが柳井によって朗読された。当時のコーナー・「心を動かされた今週の一言」宛のメールであったが、とても「一言」とは言えない、柳井・小宮山も驚嘆するほど長い文面であった上、肝心の「一言」がどれだったのか解らないと言う結果に終わった。
Reflection Present（RP）（配信第45～46号）
「プレゼントは波紋である」という小山の考えに基づいて行われた企画。誰かに贈り物をした時に、その影響が次々と他者へも反射する効果を狙っている。
柳井へのホワイトデーのお返しとして、夫のパンツが贈られることとなった。そのパンツは、「ワァオ」となるようなものが良いとされ、小山の秘書・ぱんこが調達することとなった。翌週、パンツ（分類は ふんどし）は柳井・夫と小山に贈られ、小山は試着している。
他番組のADを犠牲にする （配信第46号）
新に導入されたスタッフボールが発動し、罰ゲームがスタッフに転嫁されることになった。
犠牲者選出に悩んだ小山・柳井は、同局他番組のAD・大マンを招集。実質的にAD・メリケンや上司を人質に取った形で、罰ゲームの肩代わりを迫り、大マンの口に大量のフリスクをそそぎ込んだ。
番組内でお見合い （配信第47,49,55号）
第47号、東大志望のリスナー・「ナツコちゃん」が初登場。第49号では再登場、FUTURESCAPEミキサー・モリタと電話で会談。第55号には、番組中でのお見合いが実現した。
プレゼント大放出 （配信第49号）
当日のFUTURESCAPEオンエアーに引き続き、リスナーにプレゼントが振る舞われた。リスナーに生電話してプレゼントを渡していたが、逆におねだりも行われた。なおプレゼントは、小山の会社・N35の要らない物である。
成田に向かう小山を追跡 （配信第50号）
番組終了後、成田へ向かう車中の小山と電話を繋ぎ、収録を行った。
お仕置き企画 （配信第56,59号）
内田ぼちぼちのお仕置き（罪状は記録されていない）に続き、ナカヤマケンタロウにも、お仕置きが企画された。
ケンタロウの勤務先・東京カレーラボにAD・メリケンを潜入させ誘導尋問を行うも、あやしまれるという結果に終わった。
ガールズ・トーク （配信第57,71,110,135号）
小山が海外出張などで、番組収録出来ない場合、柳井・福田浩子アナ・ADによる、女子のみのトークが行われる。
これはレディース・トークではなく、あくまでガールズ・トークである。小山は自分の居ないときの収録を、非常に気にしており、海外でもチェックを怠らない。
また、配信第135号においてのみ、番組のアーティスト名が「小山薫堂&柳井麻希」ではなく「柳井麻希&福田アナ」となっている。
SUDOKU数独選手権 （配信第58～59号）
FUTURESCAPEオンエアーでも話題となったSUDOKU（数独）のスタッフ対抗選手権を開催。ミキサー・モリタを除くスタッフ全員が、SUDOKUをやる姿を、延々と収録している。ちなみに優勝は小山、記録は19分35秒であった。
配信第59号では、小山と柳井が再び対決、敗れた柳井はオレンジでバイトをすることになった。
チョコレート三昧 （配信第60号）
裏FUTURE SCAPE初の、本物ゲストとして、チョコレート鑑定家・クロエが登場。（小山によれば、今までのゲストは「パチモン」である）
さらに小山は、バースデーケーキの部品が落下したことにより、白いパンツにチョコをこぼし、チョコ三昧の裏FUTURE SCAPEとなった。小山はこの状況を「ウンコをもらした様になっている」と描写している。
柳井の呼び方を決定 （配信第63号）
FUTURESCAPEオンエアー中に募集した、柳井の新しい呼び方に「うちの奥さん」が採用された。これは柳井の結婚後の性である「内田の奥さん」の略であり、裏FUTURE SCAPE限定とされた。
敗者復活 即興クイズ大会 （配信第65号）
「コーヒー焼酎・新黒」のプレゼントに外れたリスナーに生電話、敗者復活クイズを行った。藤田新次郎と柳井が、即興で、茅ヶ崎に関するクイズを出題させられている。
リスナー・「ヨネちゃん」登場 （配信第67,70号）
配信第67号、リスナープレゼントである「チャングムの誓い鑑賞券」を巡り、「ヨネちゃん」一家では骨肉の争いが繰り広げられた。小山・柳井は、これを煽った後、調停している。この後「ヨネちゃん」は、配信第70号でのAD体験を経て、メリケンを継ぐ新ADの候補にもなった。
「変なギリシャ人」登場 （配信第66,69号）
配信第66号、生電話での登場後、69号ではスタジオゲストに。この後日、（柳井抜きで）小山との会食も実現したと報告されている。
常連リスナー多数に生電話 （配信第72号）
カリスマリスナー「綾瀬市のヒロエ」に始まり、「サーキットのオカミ」、「キャミソール鹿美」、「車屋DJ亜風呂」などの常連リスナーに次々と生電話。ちなみにこの時のDJは柳井ではなく、ピンチヒッター・佐藤茜だった。
麻婆豆腐店からロケ （配信第73号）
陳建一麻婆豆腐店みなとみらい店から、配信開始以来、初のロケ。小山はスタッフ全員に、一番高いメニューである「陳建一スペシャルランチセット（1575円）」をご馳走している。
オレンジスペシャル （配信第74号）
オレンジ副社長にしてアーティスト、マサハル・カルベを迎えてのオレンジ特集が行われた。
ゴッド サプライズに荷担 （配信第75号）
配信第56号に続き、またも内田ぼちぼちに、お仕置き企画が発動された。罪状は、オレンジの受付嬢かつ売店の看板娘・いずみちゃんを口説いたことである。
小山は、いずみちゃんに成りすまし、メールのやり取りをした後、ゴッドをいずみちゃんの彼氏役に抜擢、内田ぼちぼちに恫喝の電話をかけるというサプライズ行為を行った。
新AD、リスナーから募集 （配信第75～76号）
当時のAD・メリケンの卒業に備えて、新ADの公開面接が行われた。一年越しの念願が叶って、AD・ボーダーが誕生した。
中国と生電話 （配信第77号）
中国にいる小山と電話を繋ぎ、路頭に迷う様子を中継した。ちなみに、この時小山は、その電話を丁度良い暇つぶしと考えていた。
この日はDJは柳井麻希&小宮山雄飛、オンエアーゲストはリスナー・「車屋DJ亜風呂」であり、罰ゲームとして、小山に合コンをセッティングをすることになった。
さよならメリケンスペシャル （配信第78号）
メリケンの旅立ちとなるこの回、リスナー・「川崎市重点強化地区員・吉田」親子が駆けつけ、門出を祝った。この時、吉田は、柳井の結婚一周年も祝福している。
小山・柳井、ニオイを嗅ぎ合う （配信第81号）
この日の罰ゲームで小山は柳井のニオイを、個人的興味から柳井は小山のニオイを、それぞれ嗅ぎ合った。小山は柳井のニオイを「塩の効いていないフランス料理」、柳井は小山のニオイを「クリープ」と表現している。なお、柳井によれば、小山は首筋より腕の方が、ニオイが良いとされている。
前FUTURE SCAPE （配信第84号）
小山のスケジュールがタイトで、当日、裏FUTURE SCAPEの収録が不可能である為、FUTURESCAPEオンエアー前に収録するという「前FUTURE SCAPE」という企画が決行された。ポッドキャストが収録されている途中に、オンエアーも始まるという、異例の展開となった。
台本に従った 裏FUTURE SCAPE （配信第85号）
小山・柳井は、「この番組は全て、台本に従って進行されている」とし、小山は「台本に書いてある」とされるクシャミや、お腹の音を鳴らした。
子供AD登場 （配信第87号）
リスナーから選ばれた子供AD・ハナちゃんが、オンエアーに引き続き登場。柳井が受けるはずの罰ゲームを肩代わり、初恋のエピソードを語った。
小山、SONY OPENに出場 （配信第88,90号）
ハワイで行われるゴルフ界における夢の祭典・SONY OPENに、小山の出場が決定。配信第88号には、普段緊張しない小山の、アンニュイな様子が収録されている。
柳井、告白する （配信第93号）
小山が高松市で目撃した、交通違反者の「見せしめ」の話で盛り上がる。「恥ずかしい、人に見られる罰は嫌だよね」と、小山・柳井は口を揃えて発言した。ちなみに、その回の罰ゲームは、「小山プロデュースでプレゼントを渡す」という羞恥プレイだった。
ORANGE CHALLENGE FIJI CUP 2008 （配信第93,98,99,100号）
配信第93号に、高校生リスナー・「常人ワシントン」が鎌倉から自転車でオレンジ（小山の経営する売店）にパンを買いに来たことから始まった企画。
裏FUTURE SCAPEを聞いて、自転車でオレンジに来てくれた人に、フィジーが一本プレゼントされた。
98号では、リスナー・「町田の平塚」が参戦。専用ジングルが作られた。
99号では、フィジー社から看板が提供されるも、参戦者がいなかったためルールを緩和、「歩きでも良いので苦労してくれば良い」「先着20名にフィジー」となった。
また、その回でオレンジが定休日にもかかわらず、チャレンジを決行しようとしていたリスナー・「ゴーサイン」に、小山・柳井は緊急電話連絡。翌週月曜日に延期を促すことで、彼を救った。しかしながら当日の天候は雨、埼玉県から自転車で向かった「ゴーサイン」は、びしょ濡れになってしまうという結果となった。
さらに、リスナー・「遊び人の金」が一芸で参戦。そのマジックに魅了された小山は、当日の花見の余興に彼を招待。後の111号で裏フューチャーに出演している。
おくりびとのおくりびと （配信第93号～）
小山の脚本作品・おくりびとを裏FUTURE SCAPEから世の中に送り出そうという企画である。裏リスナーだけの試写会を行い、その参加者は「おくりびとのおくりびと」となり、他の人にこの作品を薦めるといった口コミ戦略を提案。希望者を募った。
参加希望のメールは殺到するも、小山は方針を転換。まずは、2組のリスナーを選抜することから始まった。そして彼らを、一般人が参加することは出来ないプレミアム試写会に潜り込ませ、彼らの感想を聞いてリスナー試写会の開催を決定することとなった。「おくりびと諮問委員会」の発足である。査問委員リスナー「あけみ」&「柳井薫堂（現・柳井ぼちぼち先生）」は、作品を絶賛、試写会の開催が決定となった。
更に小山は2008年6月11日の関係者試写会に向け、3組のリスナーを、3週に渡り選出。
107号では「昔はマリア」、108号では「ゴトウマキ」、109号では「東大のトモ」を招待した。
119号で小山は、応募者全員を招待すると公言したことを後悔、「反省してます」と参加者が抽選になることを謝罪した。
その後、2008年8月18日、抽選によって選ばれたリスナーを招待、FUTURESCAPE限定試写会が実現している。しかし、その試写会の間、小山と柳井は「寿司を食べに行った」と告白。121号で、その責任をなすりつけ合った。
裏FUTURE SCAPE タイ進出か （配信第103号）
タイのタレント・アイス=サライユがゲストに。
横文字禁止 （配信第104号）
罰ゲームとして、横文字を禁じられた柳井が、番組収録に挑む。「シーパラ」「カット」「イコール」「ウィンザー」「フロア」「ボーダー（×2）」最後に自ら「Golden Week 2008！」と叫び、8×5＝40回の腕立てふせを行った。
裏FUTURE SCAPEにテレビクルーが潜入 （配信第107号）
大学教授となる小山のドキュメンタリーを作るため、山形のテレビ局がスタジオに。FUTURESCAPEの山形県テレビデビュー（ゴールデン）となった。
裏FUTURE SCAPEにチェック&マーク （配信第107～111号）
FUTURESCAPEオンエアーに設けられる投稿テーマ・チェック&マークが、裏FUTURE SCAPEにも登場。「県立花と緑のふれあいセンター」の愛称を、4週に渡って募集した。
毎週1作ずつ候補を選出するはずであったが、109号は該当者無し、110号に至っては投稿が来ないというトラブルに見舞われた。また、110号で福田浩子アナが「Hiroko’sガーデン」を提案した他、ザンビアからの投稿を呼びかけるにあたって、「ゴロンゴロン・ンババー」というテキトーな例を挙げている。
音声のみのマジックショー （配信第111号）
ORANGE CHALLENGEに登場した、リスナー・「遊び人の金」がスタジオでマジックショーを行った。映像は配信されないため、小山と柳井のリアクションの声のみ楽しめるという意欲的な企画となった。（音だけで伝わり、聞いた人も実践できるマジックも一つ、披露されている。）
FUTURESCAPE 10周年パーティー （配信第114号）
FUTURESCAPEが放送10周年を迎え、オンエアーに引き続き、お祝いが行われた。
ゲストに栗コーダーカルテット（2名）に残って貰うも、小山が自分の話をして、ゲストの話を聞かないという贅沢な展開となった。栗コーダーカルテットが「アツシのテーマ」を作曲、その見返りとして仙台土産を要求した。
ちなみに、115号で届いた牛タンを前に、小山・柳井は大興奮。柳井は牛タンの歌を歌い、小山は「うひょひょ～」と奇声を発している。
FUTURESCAPE 夏休み計画 （配信第116号）
FUTURESCAPEオンエアーが夏休みになることが企画された。ただし、小山・柳井をはじめとするスタッフや、番組自体が無くなるわけでなく、「リスナーの投稿を募集しない」というもの。
ちなみに、この企画は翌週の放送で実現され、企画どおり明確なチェック&マークは提示されなかったが、リスナーからの投稿は止むことはなかった。
小山内閣、発足 （配信第121号～）
この回から度々、小山は「僕が総理大臣だったら…」というマニフェストを、演説するようになる。一方で、小山本人から、出馬の意志は否定されている。
裏FUTURE SCAPEにテーマを設定 （配信第124～125号）
配信第107号でチェック&マークが設定されたのに次いで、テーマを設けての投稿が募集された。
124号のテーマは「日本で旅行に行くなら、ここ」で、小山の旅行先をリスナーに募集するものだった。
125号では「何がきっかけで、裏FUTURE SCAPEを聞くようになったのか」を募集したが、小山は翌週には完全に忘却、このテーマに送られてきたメールを見て、「『なに言ってんだろうな？』と思った」と告白した。
10デイズ・サプライズ （配信第125号）
この回のみ、裏FUTURE SCAPEのタイトルが、「10デイズ・サプライズ」と変更された。
通常は「裏FUTURE SCAPE」というタイトルが唱和される冒頭部で、「10デイズ・サプライズ」とタイトルコールされるも、その直後、小山がウェンディーズのハンバーガーを口に頬張っているという、普段通りの放送が行われた。
この時のタイトルは、柳井にアガロコラーゲンを摂取させる実験が、10日間行われたことから来ている。
口琴奏者が出演 NEWジングルを作成 （配信第127号）
FUTURESCAPEオンエアーに引き続き、口琴奏者の直川礼緒がゲスト。ジングル作成をおねだりして、「私は宇宙人だよ～～ん 裏FUTURE SCAPE～」というジングルが完成した。
リスナーディレクター誕生？ （配信第129号）
その日のFUTURESCAPEオンエアーで、ディレクター・ブッタ考案のチェック&マーク「シャッキーン」が不評だったことから、「代わりにディレクターをやります」との投稿をしたリスナー・「レッドファーム」に生電話。小山は彼に対して勝手に描いていたリスナー像を、電話したことで訂正、新しい勝手なイメージを抱いている。
裏FUTURE SCAPE内 裏FUTURE SCAPE （配信第130号）
おくりびとのヒットを受けて、過去の企画である「おくりびとのおくりびと」のルーツを探るため、収録中に、過去の収録を垂れ流した。これにより裏FUTURE SCAPE内で、過去の裏FUTURE SCAPEが流れるという、異例の事態となった。
お宅で収録企画 （配信第131,133号）
配信第131号で、小山・柳井は、番組収録をリスナー宅で行うことを提案。ランチ付きであることを条件とした。その後133号でリスナー・「ツカモト」から応募があり、生電話している。なお、この企画は、「いつか」やるとされつつも、未だ実現されていない。
氷プップ事件 （配信第133号）
当日のFUTURESCAPEオンエアーで語られた、小山薫堂史に残る事件。「氷プップ事件」とは、1982年、山下公園にて、小山はデート中に、氷を海に「プップ」と飛ばすことに夢中になってしまった為、彼女が呆れて帰ってしまった事件を指す。
バナナトリップ計画 （配信第133,136,137,144号）
配信第133号、小山が過去にコケた企画・「バナナトリップ」の再始動を宣言。
136号では、リスナー・「ニシミヤカズキ」に生電話、香川県のラグビーチームで「バナナトリップ」を使うことを承認。137号、144号で、その後日談が報告されている。
勝手に裏フューチャー流行語大賞発表 （配信第136号）
リスナー・ORANGE CHALLENGEの猛者・「フクイヒロシ」が独自に作成した、流行語ランキングベスト10を発表、2008年を振り返った。
ヘッドフォン、交換計画 （配信第138,139号）
配信第138号で小山は、スタジオのヘッドフォンがクサいことに憤慨、買い換えを提案した。使い古しでクサいヘッドフォンを、Yahooオークションでマニアに売りさばき、収益金で新規ヘッドフォンの購入を企てるも、失敗。自費で購入したヘッドフォンを、139号及びその日のオンエアーで堪能している。
なお、小山がヘッドフォンの買い換えをするのは3度目で、過去2回は失敗に終わっている。
ぱんこ サイン会企画 （配信第138号）
元ADであり、小山の秘書・ぱんこと小山薫堂の合同サイン会が、小山の思いつきにより企画された。その後、この企画は実現され、2009年1月17日、有隣堂ランドマークプラザ店に、サインを求めるリスナーが列を作った。
小山、眠るように2008年を締めくくる （配信第139号）
収録終盤で急激な眠気に襲われた小山は、眠るように番組を終えた。
歴代集計ガールズ結集 （配信第142号）
元AD・メリケンの帰国&スタジオ出演及び当日サイン会で元AD・ぱんこがスタジオを訪れていた為、現役AD・ボーダーを含め、3名の集計ガールズが終結した。なお、小山は彼女らの前で、浜に打ち上げられた魚（高級魚）を演じている。
アベックラーメンブーム （配信第144,145,146号）
配信第144号で、九州出張中のリスナー・「キタダテアツシ」におねだり電話し、アベックラーメンを注文。
145号、スタジオでの調理が出来ない為、届いたラーメンは食べられなかったものの、小山は、その喜びを共有できる相手を求めて、生電話をかけまくった。
その後も146号で、50周年記念企画「アベックサミット」を発案したりと、番組内がアベックラーメン一色となった。
古奈屋のスタンプカード、期限切れの悲劇 （配信第147,148号）
147号、小山所有の古奈屋のスタンプカードが、期限切れになっていることが判明した。このカードは、小山が一年をかけてスタンプを貯めたもので、この日、カレーぞうすいを食べることで全てに捺印、1050円引きのサービス券となる予定であった。期限切れの事実に小山は落胆、様々な策を講じている。
またアカデミー賞の受賞発表を控え、精神不安定になっていた小山は、古奈屋でスタンプカードが使えたら「運を消費する」かもと、不安を漏らした。
148号では「最後のスタンプを押して貰ったものの、完成したカードは次回から仕様可能なことから、結果は持ち越された」旨の報告があった。
150号でリスナー・「レッドファーム」から「持ち越されたカードの結果が気になる」旨のメールが届くも、小山・柳井は「言ったよね？」「ちゃんと聞いてないな」「教えてあげないよ、ジャン♪」と発言、結果を語ることはなかった。しかしながら、FUTURESCAPEオンエアーではいざ知らず、裏FUTURE SCAPEで、事の顛末について触れたことはない。
なお、148号の後半で小山は、アカデミー賞受賞と天秤に掛けられたこのスタンプカードを、「お守りにしてもいい」と述べているが、実際にお守りになったのか、それとも使われたのかは語られていない。この後、配信171、172号でスタンプカードの行方は、ぼんやりと明らかになる。
リスナー・「よしよし」の2週に渡る根気強い質問により、小山は、オンエアーで事実を伝えたかどうか忘れたとしつつも、「問題のスタンプカードはもう持っていないこと」「カードを使って、食べたのかも知れないこと」「財布には新たなスタンプカードが入っていること」を述べ、長らくの謎に終止符を打った。
FUTURESCAPE 改名未遂 （配信第149号）
「FUTURESCAPE」という番組名は優秀だが、著しく変わってしまった番組の内容と合っていないことから、改名を提案。タイトルを付け直すなら「妄想学園847」であるとし、更にリスナー会員番号制度やデータベース化など、早速の妄想が膨らんだ。なお、この改名は未遂に終わっている。
裏FUTURE SCAPE 150回記念でダラダラする （配信第150号）
小山・柳井、スタッフに至るまで、配信150回記念であることを失念していた。
リスナー・「神谷町と神保町を間違えてオレンジの開店時間に間に合わなかった男」からの指摘で、この事実を知り、慌てて企画を考えるも、早々に挫折。結局ダラダラと過ごした。
収録終盤になって、あまりのダラダラさ加減に反省、次回・151号では脚本家として内田ぼちぼちを招くことを決定。生電話をし、甘えた声でおねだりをした。その直後、余った収録時間で小山は、ぼちぼちの悪事を暴露している。
ウィキペディアブーム （配信第150,151,152号）
2008年3月14日放送のFUTURESCAPEオンエアー中に、小山がウィキペディア内の「FUTURESCAPE」を発見、続く配信第150号でも話題に上った。
この際、小山・柳井が「裏FUTURE SCAPE」の項目を作って欲しいと発言。この要請を受けて作成された当ページは、151号、152号で取り上げられている。
なお、150号、151号は後のプラットフォーム移行時にファイル破損が原因で視聴不可となり、2025年2月時点でプレイリスト上では欠番扱いとなっていたが、2025年2月22日の配信回でリスナーがデータを提供したことで各プラットフォームで配信が再開された。
こたえてボンゴレ！ （配信第151号）
配信150回突破を記念して、番組初、脚本家（内田ぼちぼち）を入れての裏FUTURE SCAPEが実現した。
当番組独特の「ダラダラ感」「グダグダ感」（小山・柳井談）は大切にしつつも、「クイズコーナー！こたえてボンゴレ！」はゲストや電話での様々な出演もあり、豪華なものとなった。
ザンビアに生電話 （配信第153号）
アフリカ・ザンビア在住のリスナー・「タブチ」から、薫堂の著書のプレゼントに応募があった。それを受けて、小山・柳井は早朝4:30のザンビアに生電話。様々な質問を浴びせるも、小山は「飛行機に乗り遅れそう」と言う理由で、途中で電話を終了した。なお、「タブチ」はこれ以前にも、「最も遠くで聞いているFUTUREリスナー」として、しばしば話題に上っている。
小山・柳井、二人の関係を見つめ直す （配信第155号）
この日のオンエアーと裏FUTURE SCAPEで、ウィキペディアの記事中に掲載された「二人の関係」を取り上げ、過去の関係を振り返った。
柳井、青白くなる （配信第156号）
この週、柳井は体調を崩し、青白くなりながらもオンエアーと裏FUTURE SCAPEの収録をこなした。裏FUTURE SCAPE収録終盤では、病み上がりにもかかわらず、宇宙人を演じ、熱が上がっている。
柳井宇宙人ブーム （配信第156号～）
配信第156号、罰ゲームとして、柳井が宇宙人を演じた。この宇宙人は、柳井の完全なる即興であったが、小山はこれを「いい」「頭が悪い」「バカだ」と絶賛した。
157号にて初めてジングル化。その後も、回を増すごとに長くなり、ついにはFMヨコハマ携帯サイトにて着ボイスとして配信された。160号では味覚糖・新商品とのコラボも検討されている。
あひる係長、登場 （配信第157号）
オンエアーや裏FUTURE SCAPE内で話題になっていた教師リスナー・「あひる係長」に生電話をした。しかしながら、当然のようにアポ無しであった為、「あひる係長」は電車で移動中であり、通話は短時間に終わっている。
シモFUTURE SCAPE （配信第158号）
小山の早退により、ディレクター・ギュウヒ（仮）と柳井の裏FUTURE SCAPEが実現。ギュウヒ（仮）は「番組に対する緊張から睡眠不足である」と悩みをうち明けた。その後も、睡眠不足も手伝って彼の妄想は加速、性的な表現を含む、いわゆる「シモネタ」が炸裂した。
小山・柳井、リスナーを罵倒 （配信第160号）
柳井はこの回、罰ゲームとして、「女王様口調でリスナーに生電話」した。柳井に続き、小山も女王様を演じ、「このボケ」「チンカス野郎」とリスナーを罵った。
なお、電話相手であるリスナー・「神谷町と神保町を間違えてオレンジの開店時間に間に合わなかった男」は「M」を自称しており、小山・柳井らの罵倒を喜んで受け入れた。
柳井、最優秀ホスト賞、受賞 （配信第162号）
柳井は、イラン国際ラジオ番組フェスティバルの最優秀ホスト賞を受賞した。ただし、これはFUTURESCAPEのパーソナリティーとしてではなく、TBSの番組での受賞である。
なお、柳井個人に対しての受賞にもかかわらず、受賞の瞬間にはその事実を知らず、賞金も「みんなで美味しい物を食べに行きましょう」と使い道を勝手に決められている。
あの方の息子さん、登場 （配信第162号）
小山の師匠である吉田照美の息子が、登場。目的はラジオ番組の収録の見学であったため、小山・柳井は「（FUTURESCAPEは）参考にならないラジオ番組」であることを忠告している。
小山、柳井と見つめ合うことを、必死に回避する（配信第162号）
この週の罰ゲームは、「柳井が小山と10秒間見つめ合う事」であった。小山は「ドキドキする」「オレの罰ゲームじゃんよ」と発言、あの手この手で、必死に回避を試みた。遂には「若い衆を、見つめてやって下さいよ」と、見学に来ていた吉田照美の息子を人柱に捧げるも失敗。最終的には、小山が撮影するカメラのレンズを見つめることで決着。写真を裏リスナーにプレゼントするとした。
小山、柳井の妊娠を予言 （配信第163号）
柳井の写真を撮影した小山は、「妊娠してる？」「母の顔になってる」「今日帰って検査役買ってごらん？」と発言し、妊娠を予言した。これに対し柳井は、「してないから！」と妊娠の可能性を否定している。
小宮山雄飛、登場 （配信第165号）
この週の罰ゲームは、小宮山がカラオケを歌うことであった。小宮山はチェッカーズのあの娘とスキャンダルのワンフレーズを、アカペラかつ生歌で熱唱。「スキャンダルを、ちゃんと言っちゃう」「歌詞の字幕を、そのまんま歌っちゃう人」という芸を披露した。このフレーズは、この回最後のジングルの一部として使用されている。
マツモトトモコ バースディスペシャル （配信第166号）
リスナー・「てこ入れお兄さん」の妹・「マツモトトモコ」を元気づけるために放送されたスペシャルプログラム。毎年7月6日を記念して、「マツモトトモコ」に関する話題で彩る、5分番組が即興で収録された。
美人借景 （配信第166号）
ディレクター・ギュウヒにより持ち込まれた企画案。FUTURESCAPE史上初の、ファイルされた企画書で持ち込まれている。計4枚に渡る企画書の全文を以下に掲載する。
「美人を街から借りてくる」
「美人とお話しする」
「美人と知り合いになる」
「それだけ」
小山・柳井は、ギュウヒのやる気を絶賛。この企画は、小山によって即決で採用され、内容が検討されたが、実現には至っていない。
リスナー・「だいだいとその仲間たち」におねだり。 （配信第167号）
カナダへ挙式、新婚旅行に向かうリスナー・「だいだいとその仲間たち」に、おねだり目的で生電話。FUTURESCAPE食材調達部海外担当として、メイプルシロップ（の一番良いヤツ）を買ってくるよう、お願いした。
ピノマイルを貯めよう （配信第169号～）
アイス・ピノに付いているマイルを集めて送ると、景品が貰えることに目を付けた小山は、リスナーからこれを広く集い、自身が景品を貰うことを企てた。小山は、このピノマイル欲しさに「20マイルを送った人は、裏のカリスマリスナーに認めましょう、僕が。」という発言もしている（配信第170号）。その後、この企画は森永乳業の耳にも入ることになり、配信第178号には、ピノ（期間限定・ショコラアーモンド）が送られてきている。
また、配信第180号で、ギュウヒへの制裁措置として「裏FUTURE SCAPEの中止」を思いついた際には、小山に（ピノマイルが貰えなくなることを思いだし）番組中止を踏みとどまらせるという成果を上げている。マイルの正式な締め切り日は12月12日とされたが、後に延長。12月26日をもって最終締め切りとなった。2009年12月12日時点での総数は、764マイル。12月26日・配信第191号での総数は830マイルであった。当初小山は、この個人レベルでは収集困難なマイル数に、高確率での当選を期待していた。しかしオンエアーでゲストに迎えたPino担当者に当選確率を打診した所、抽選で当選する確率は「60000分の452」（小山による概算）という事実を知らされ、そのハードルの高さに、うなだれている。
配信第190号で裏ピーチク会で、「応募の内訳を提案して欲しい」と依頼。リスナーから様々な提案が寄せられるも、小山の提案により、下記のような配分がなされた。
- Pinoマイル企画を人々の記憶に刻むため、「必ず貰えるＡコース」に200マイル。この「必ず貰えるＡコース」賞品は写真撮影、ステッカーにした上で、リスナーに還元する。
- 残り630マイルを、小山の希望である「リモアのスーツケース」21口分に当てる。このスーツケースが当選した場合、　最初の1つは小山が貰うが、残りはリスナーに還元するものとする。

柳井はこの配分を、「カツアゲならぬ巻き上げ」と表現し、抗議したものの、小山は、この企画は「僕の為に始めましたから僕が貰いたいんです」「みんなの為の企画じゃないんですよ」と企画の原点を見つめ直すことを主張し、柳井を説得している。
みんしる登場 （配信第170号）
FUTURESCAPEオンエアーに引き続き、夏休み中の柳井のピンチヒッターとして、みんしると小山による収録が行われた。この回、小山が便器に携帯電話を落とした話が披露された。これに対しみんしるは、「おトイレの話で盛り上がるとは思わなかったんで…」と笑いながら感想を述べている。これは、便器のことには人一倍詳しい柳井とは、対照的なリアクションだったと言える。
柳井、うんこを連呼 （配信第171号）
史上最長の収録時間を記録したこの回、もう一つの記録が樹立されている。柳井による「うんこ」という単語の発言回数である。当初、直接的な表現を避けていた柳井ではあるが、小山が4回、この単語を口にしたことで、タガが外れたかのように、この単語を発し始めている。最終的には、この回に於ける柳井の「うんこ」の発言回数は9回、小山は7回（うんこ、うんちを含む）となっている。これまでも柳井は、便器についての造詣の深さや、排便することの大事さ等を訴えてきたが、これほど「うんこ」という名詞を連呼したのは、初めてのことである。
外FUTURE SCAPE （配信第171号）
横浜みなとみらい21のよこはまコスモワールドにこの日開店したソフトクリームショップ・生みたてソフトへのロケ。この店でネーミング関係をオレンジが担当し、小山が優待券を貰ったことで、実現した。
収録機材は、ディレクター・ギュウヒの私物（「確か」ローランド・ズーム）が使用されている。ちなみに外部マイクは不使用である。
スタジオでの収録に加え、ロケ部分も合わせたこの回の収録時間は、史上初の1時間越えとなった。これは、ロケはスタジオでの収録と違って、仕様限界時間という制約が無いことや、ロケ地への移動中も収録し続けたものを、ほぼ無編集で配信したという要因が挙げられる。
企画構想学科生徒、スタジオ見学 （配信第172号）
小山が学科長を務める東北芸術工科大学デザイン工学部企画構想学科の生徒4名が、オンエアー及び裏FUTURE SCAPEの見学に訪れ、収録に参加している。彼らは、その回の収録で行われた、宝くじの当選結果発表に立ち会っている。なお、1億円当選の曉には、口止め料として1人250万円の口止め料を受け取る手はずとなっていた。
宝くじ、当選結果発表 （配信第172号）
FUTURESCAPEオンエアーの企画・「小山薫堂 現金大放出企画」の一環として購入された宝くじの当選結果発表が行われた。当選確認の直前、「1億円当選の場合、事実をもみ消し、当選金を山分けすること」や、「口止め料」の相談が行われている。結局、当選金額は900円に留まり、ピノ購入資金に充てられることになった。
松田聖子、登場 （配信第173号）
当日のFUTURESCAPEゲストコーナーに引き続き、松田聖子とオサダが登場。小山は、味覚糖商品の解説を聞きながら、サンプルの食品を試食し、更にお土産に持って帰っている。
お土産にクレームの電話未遂 （配信第174号）
この日、配信第167号で、リスナー・「だいだいとその仲間たち」におねだりをしたカナダ土産・「メイプルシロップ 一番搾り エクストラライト」が届いた。この品は、カナダに行かないと調達困難な貴重品であり、彼が新婚旅行での時間を割いて、入手したものである。
しかしながら、このカナダで買われたはずのお土産に、日本の会社の表記があったことから、小山・柳井は不信感を抱き、クレームの電話を入れようとした。
なお翌週、配信第175号で、この品は間違いなくカナダの物である旨のメールが届き、この疑惑は解消されている。
ORANGE CHALLENGE 第2弾 （配信第174,175.177号）
リスナー・「常人ワシントン」により、「ORANGE CHALLENGE 第２弾」として、長崎までの1200kmを自転車で走破する企画が持ち込まれた。この企画、リスナー宅を宿泊場所にすることこそ無かったが、リスナーからチャレンジの経過を心配する声が寄せられた。これを受け、小山・柳井は、配信第177号で生電話をしたが、繋がらなかった。
続く配信第178号では、本人から、無事長崎まで到着し、1300km走破したことが報告されている。
小山、笑ったら腹筋 （配信第177号）
この週の罰ゲームとして、「裏FUTURE SCAPE中、笑ったらその度に腹筋3回」という刑を科せられた。小山は冒頭、「裏FUTURE史上、最も面白くない回になります」と宣言、番組としての面白さよりも、腹筋しないこと選んでいる。この回は、リスナー・「しょうちゃん王子」、「常人ワシントン」、「うどん食いな奴＝キタダテアツシ」と連続で生電話、更には弁当の試食と多くの企画を行うも、一度も笑わずにやり過ごし、腹筋を免れた。
リスナーによる お弁当試食会 （配信第178号）
配信第177号で小山が試食した弁当の、リスナー試食会が行われた。メンバーは、リスナー・「ヨネちゃん」、「キムラユカ」、「タカオハジメ」夫婦。お土産として、デザートを持参することが、参加条件となっている。
ボーダー最終回サプライズ （配信第178号）
この日最終日であったボーダーへのサプライズとして、Coffret・岩崎浩実からケーキが届いた。しかし、お弁当の試食等で収録時間が迫っている中での決行であった為、ボーダーからは「すごい取って付けたような…」という感想が漏れた。
謝りFUTURE SCAPE （配信第179号）
この日、小山は諸般の事情により、オンエアーを早退することになった。その為、オンエアー前に収録される「前FUTURE SCAPE」が行われた。しかしその中で、ディレクター・ギュウヒが「録音機材を回し忘れる」というミスを犯し、番組の前半部分が録音されないという前代未聞の事件が起こった。これを補足するため、また、事情説明をするために、オンエアー収録後、小山不在のまま、柳井とギュウヒで収録されたのが、「謝りFUTURE SCAPE」である。
なお、ポッドキャストの編集順としては「謝りFUTURE SCAPE」→「前FUTURE SCAPE」となっている。
新AD面接 そしてギュウヒ サプライズ （配信第179号）
企画の発端は、配信第176号で、リスナー・「トリイ」が美人借景のゲストとして「タキレイコ」を推薦したことによる。この時、ディレクター・ギュウヒは、Webに掲載されている彼女の写真を見て、「タキさん、またの機会に」と発言、提案を却下している。
この背景を受け、ギュウヒへのサプライズは、2009年10月3日、新ADオーディション中に仕掛けられた。その内容は以下のようなものである。
AD候補の一人が、「母に反対されているから」と辞退を表明、彼女の母親が登場する。
「失礼な上司（ギュウヒ）のいる職場では、娘は働かせたくない」と言うその母親は、「タキレイコ」であり、「娘もまたの機会に」と怒って、スタジオを後にする。…というものである。
このサプライズは、成功に終わったが、同時に予定外の影響も及ぼした。「タキレイコ」の演技力ゆえか、番組を聞いた人の間で「本当に怒って帰ったのではないか」という誤解が生じたのである。翌週2009年10月10日、これを解消するためもあり、「美人借景 特別版」として、「タキレイコ」をスタジオゲストに招いている。
ギュウヒ、吊し上げられる （配信第180号）
ディレクター・ギュウヒが配信第179号で侵したミスに対し、リスナーからギュウヒを糾弾する投稿が寄せられた。これを受けて小山は「これを機に、裏をやめますか」など、様々な制裁措置を検討、波紋を産んだ。
裏でも言えない柳井の秘密 （配信第181号）
小山はベルギーで入手した柳井の秘密を、筆談で密談した。秘密の内容は「柳井麻希さんの、たっての希望」に関することである。なお柳井は、これについて事実を否定している。
驚愕の交際発表 （配信第181号）
この回、福田浩子が登場、元AD・ボーダーとミキサー・モリタが、2008年4月から交際している事実を公開した。
なお、この事実は周知の物となっており、関係者で知らなかったのは小山・柳井・ギュウヒだけであった。この後、ボーダー本人が登場。詳しい事実関係を発表している。
裏FUTURE SCAPEマップ作成委員会発足 （配信第182、183号）
配信第182号、裏FUTURE SCAPEマップ作成委員会発足からの投稿。裏FUTURE SCAPEマップが作られていることが明らかになった。これは、リスナーの所在地や、裏FUTURE SCAPEで話題になった店舗を、グーグルマップ上に表示させるという企画である。これを確認した小山・柳井は絶賛、参加を呼びかけている。
リスナーのオフ会 （配信第182号～）
mixiには裏FUTURE SCAPEのコミュニティが存在しているが、そこでのオフ会が話題となった。このオフ会は、「人生食堂まずは二軒からツアー」と名付けられ、「フクイヒロシさんの個展」、「東京カレーラボ」、「バル カマロン」などが会場となっている。なお、待ち合わせの目印は、「片手に人生食堂 心に花束」であった。
クンマキ、ミリオンヒットへの道 （配信第182号）
アダルトアイドルユニット・クンマキのデビューシングル・「二人の愛は裏表」が発表。このCDはリスナー・「フクイヒロシ」の作成したものであり、彼の個展で「裏を聞いた」と言って来場したリスナーにプレゼントされた。なおこの曲は、この回のエンディングで、ジングルとして使用されている。
栗コーダーカルテット登場 （配信第183号）
オンエアーでゲストとして出演した、栗コーダーカルテットが登場。新しいジングルをおねだりした。
人生食堂100軒プロジェクト （配信第184号～）
「人生食堂100軒」は、小山の著書である。この書籍の宣伝を、配信第184号に開始。小山曰く「買うのは当たり前」で、販売戦略を募集している。
その声に応え、185号ではリスナーから様々な戦略が提案・実施された。186号では「遊び人の金」作成の千社札も登場している。また、189号では小山が学科長を務める企画構想学科の1学生が、人生食堂100軒MAPを自主制作したことが紹介された。
184号で小山は、Amazon.co.jpでのタイミングを合わせた同時購入を提案。この作戦は2009年11月18日午前中に遂行され、Amazon最高39位という記録を打ち立てた。これに対し小山は、186号で「裏は使えるな」と評価している。
なお小山は、配信第184号で『売れたら「店を貸しきりにして」「裏FUTURE SCAPEのリスナーを呼んで」「（小山の）自腹で」ご馳走しよう』とのマニフェストを掲げている。しかしながら、回を重ねるごとにその表現はあいまいとなり、「裏FUTURE SCAPE限定の何か」「プチ交流会」「味覚糖のお菓子食べ放題」などと、徐々にグレードを下げつつある。
AD・よこぶえによる演奏 （配信第185、186号）
配信第185号、イギリスにいるリスナー・「クロ」の為に、AD・よこぶえが、ハッピーバースデーをフルートで演奏することになった。この時の小山の感想は「こんなに音感のない人がいるんだね」であった。
その後、186号では「瀬谷区のノリ」が楽譜を提供。彼のために演奏し、その上達ぶりを披露している。
ぴんこ登場 （配信第185号）
Ｎ35初の女性作家見習いとして、「ぴんこ」が登場した。なお彼女は当初、小山の秘書・「ぱんこ」の懐妊・退社に伴う後任として面接に受けたが、作家見習いとして入社している。ネーミングの由来は「ぱんこ」の次だから。
忘れられない味との再会（予定） （配信第186号）
この回の前週に、小山は「自分のベストスイーツ」として、とあるケーキ店を紹介した。しかし20年程前の事であり、店の名前すら記憶にないといった状態であった。この放送を受け、配信第186号、そのケーキ店の娘からFAXが届き、生電話。ケーキを食べに行く企画が提案されている。
「今週の勝手に調査しました」 （配信第187号）
リスナー・「しょうちゃん王子」により持ち込まれた企画。彼の疑問に思ったことを独自に調査、結果を発表、解決するコーナーである。ちなみに第一回は、「フィレオフィッシュの原材料魚」についての調査であった。
小山早退、ギュウヒのピーチク実験 （配信第187号）
この日、小山は本妻・クリス智子との共演の為、早退した。小山早退後は、ディレクター・ギュウヒが登場。ピーチク（Twitter）に書き込みをしつつ、番組を進行した。なお、この日の小山の忘れ物は、クリス智子との番組の台本である。
スノープリンス＆スマートドライバー・スペシャル（配信第189号）
この日、小山は映画・スノープリンスの舞台挨拶の為、前FUTURE SCAPEを収録する予定であった。しかし、小山が遅刻してきたため、収録時間は激減。急遽、番組終了後、舞台挨拶に向かう車中で、収録を行った。よって構成は前FUTURE SCAPE→ドライブ FUTURE SCAPEである。　
このスケジュールは、そもそもタイトである上、道路の混雑により、徐々に集合時間に間に合わなくなっていく。結局、舞台挨拶には間に合ったものの、小山は着替える余裕もないまま、ジーンズで舞台に立つことになった。
柳井、オイカワ、ボーダーの収録班は、そのまま舞台袖まで便乗。挨拶や終了直後の感想まで収録しているため、過去最長1時間11分50秒の分を記録した。
柳井麻希は「5段階で2」（配信第189号～）
リスナー・「しょうちゃん王子」は「今週の気になるものコーナー」で、「フューチャーのホームページにある、柳井さんの写真が巨乳っぽい」という投稿を寄せた。その概要は「DJプロフィールに出てくる、白いノースリーブの写真が『巨乳』に見える」というものである。この投稿は、後に論議を醸す「柳井麻希巨乳疑惑」の発端ともなった。これについて柳井は、写真ではそう見えることを認めたものの、「巨乳」の事実を完全に否定。小山もこれに同意した。
その後小山は、「5段階で（評価）すると、自分はどれくらいですかね」「5が巨乳で、1が貧乳」と柳井に質問。小山の予想と、柳井による正解を、同時に答えることになった。結果、小山・柳井の両名の見解は、「（5段階で）2」ということで一致している。この「5段階で2」は流行語となり、「はと胸ポチョムキン」と並び、着ボイスにも採用されている。
オイカワ・アイドル化計画（配信第190号～）
就任以来、露出（出演）の少なかったスタッフ・オイカワであったが、配信第189号に登場したことがきっかけで、注目を浴び、アイドル視されるようになった。このTwitterやピーチクを中心としたリスナーの盛り上がりに着目した小山らは、オイカワステッカー（後の通称「オイステ」）を少量ずつ作成、限定配布している。
また、オイカワが音楽型専門学校に通い、ピアノが弾けることを知った小山は、スタジオでの生演奏を提案。しかしピアノの電池がなかったことに気持ちをそがれ、「まいっか」と断念している。なお、売り出しのコンセプトは、「小出し」である。
待ち伏せおねだり　（配信第191号）
日光金谷ホテルに宿泊中のリスナー・「うどん食いな奴＝キタダテアツシ」から、「100年ライスカレーをご馳走して欲しい」との要望が届いた。
収録当日、彼は、メインダイニングでスタンバイし、小山からの連絡を待っていた。柳井はこれを、「待ち伏せおねだり」と表現、新しいジャンルに分類している。小山は支配人に連絡を取ったが、時既に遅く、「キタダテアツシ」は、食事を終えてしまっていた。ご馳走し損ねた小山は、代わりに、売店での万引きを許可。最終的には、ホテル側からチョコレートを渡して貰うことで、決着した。
カフェ「Randy」　ロゴコンテスト　（配信第193号～）
配信第193号で小山は、友人・「ランディ＝カツ」を喜ばせるというサプライズを目標、並びにコンセプトにする、カフェを作るという計画を発表した。また小山は、そのカフェに、裏リスナーの協力を要請。手始めとして、カフェのロゴコンテストを開催した。
このコンテストには、多くのリスナーが参加。194号で、その作品が発表された。検討の結果、リスナー・「ロゴ職人」の作品に決定。195号に発表されている。また、196号には、UHA味覚糖にチョコレートの納品を依頼している。
裏FUTURE SCAPEフラッシュバック　（配信第196号～）
裏FUTURE SCAPE200回　カウントダウンの企画として、リスナー・「なとさん」が送った資料。裏FUTURE SCAPEフラッシュバックと称されたこの資料には、過去配信第1回目からのトーク概要が、記されている。小山・柳井はこれを絶賛。その後、「なとさん」の好意により、希望するリスナーにも閲覧可能になった。
UHA味覚糖の社長　登場　（配信第196号）
オンエアーに引き続き、UHA味覚糖の社長・山田泰正が登場。オンエアーでリスナーから寄せられた、新作お菓子のアイディアを検討した。
フィンランドの飴、サルミアッキ登場　（配信第196号）
罰ゲーム用として、リスナー・「ルミウッコ」が貢いだ世界一まずい飴と言われているサルミアッキが番組に届く。罰ゲーム用と言いながら表の収録中に小山・柳井が食する。数秒の間、二人のうめき声のみが放送される。このあと、数週間サルミアッキが無くなることは無く、不味い物の代表として小山・柳井に認知される。
オンエア中に、熟睡したことを告白　（配信第197号）
2010年2月6日、小山はオンエアー中にもかかわらず、睡魔に堪えかね、ぐっすり寝た事を告白した。
小山薫堂、ソロ裏FUTURE SCAPE　（配信第198号）
この回の冒頭のみではあるが、小山が一人で収録を行った。（タイトルコールも、一人で行っている）これは、この日柳井が取材を受けるため、化粧直しに席を外していたためであるが、小山は「うんこしてる」可能性を示唆した。
柳井、学生を人柱に　（配信第198号）
この日、貢ぎ物を巡って、小山・柳井の間でじゃんけんが行われた。敗者である柳井へのお土産として用意された、「ドリアンの羊羹」を、見学に来ていた企画構想学科の学生・「ホシトモキ」を人柱とし、試食させた。悶絶するホシに、AD・よこぶえは、「お口直しに」とサルミアッキを投与。追い打ちをかけている。
なお、この後、ディレクター・ギュウヒの進言で、女子学生もスタジオに登場している。
よこぶえの買い出しレポート　（配信第199号）
突然の「現場のよこぶえでーす」から始まった、AD・よこぶえによる中継。収録中、空腹に堪えかねた小山・柳井は、よこぶえを成城石井に買い物に行かせた。小山は「何があるか」を延々レポートさせた挙げ句、「なんか適当に買ってきて」と丸投げしている。
失恋の傷を癒す生電話　（配信第199号）
2月13日、20日と失恋エピソードを投稿してきたリスナー・「気ままビーバー」に生電話。小山の会社の社員・「オオジモト ナツ」とのお見合いが提案された。
以上のように、番組では様々な企画や事件が起こっている。しかしながら、このような企画・事件のない状態の、まったりとした番組こそが、裏FUTURE SCAPEの姿であり、それを楽しんでこそ、裏FUTURE SCAPE上級者であると小山は語っている。

## リスナー
裏FUTURE SCAPEのリスナーは、「裏リスナー」と呼ばれている。FUTURESCAPEリスナーはもちろん、FUTURESCAPEを聞いたことのない裏専門のリスナーも存在し、その規模は拡大を続けている。
FMラジオ番組であるFUTURESCAPEは、一部の限られた地域でしか聞くことが出来ないのに対して、ポッドキャスト番組である裏FUTURE SCAPEは、インターネット環境さえ整っていれば、世界中で聞くことが出来る。実際に裏FUTURE SCAPEを海外で聞いているという報告は、何件も寄せられている。
また、第一回目から繰り返し聞くことが出来るという特性上、聞き始めた時期を問わず話題に参加できる。この為、「最近存在を知った」という新規リスナーが、短期間でこれまでの配信を全てを聞くという事例も多い。
この様に、ラジオに比べ、時間的・空間的制約が緩いことも、裏リスナー増加の一因を担っている。
裏FUTURE SCAPEへの投稿は、「ラジオネーム」に対し、「ポッドキャストネーム」「ポッドネーム」「裏ネーム」で寄せられる。当初、FUTURESCAPEで読み切れないメールが読まれていたが、最近では裏宛のメールが多数寄せられ、読まれるようになっている。
裏FUTURE SCAPEは、FUTURESCAPEに比べ、リスナーの出演率が高い。メールを読んで、予告無しにリスナーに電話したり、リスナーがゲストとして出演することもある。
裏のカリスマリスナー
配信170号で、リスナー・「松戸のデューク」から、「裏専任のカリスマリスナー」の条件を問うメールが寄せられた。
この際 小山は、「ピノ 20マイル」を提示。続けて、「裏FUTURE SCAPEを全部聞いている」「毎回投稿している」ことは当たり前で、お土産や、（物だけではない）心意気が欲しいと発言している。
この小山の「ピノマイル発言」を受け、多くのリスナーがピノマイルを献上、裏のカリスマリスナーに認定された。
しかし、このシステムに対し、疑問を持つ旨の投稿も寄せられている。
配信172号において、リスナー・「松戸のデューク」は、この金額的に見れば2000円程度でカリスマになれるピノ・システムでは、「表のカリスマリスナーの気持ちが、収まらないのではないか」「道徳的に許されないのではないか」とし、カリスマリスナーになるには、小山だけではなく、柳井にも認められることが必要なのではないかとの考察を述べた。
これに対し小山は、「裏のカリスマっつったらキタダテアツシさん」「裏は表とは全然違う」「裏は貢ぎ物が全て」と断言、柳井も「美味しい物をくれる人」と囁いている。
その後、配信第175号では、リスナー「トリィ」により、カリスマリスナーのハードルを上げることが提案された。これに対し小山は、一度「裏のカリスマリスナー」に認定したものは取り消さないと断言。一方で、ピノマイル100枚で更に「プラチナカリスマリスナー」に認定するとし、「トリィ」の提案を一部、取り入れている。

## お土産とおねだり
FUTURESCAPEオンエアー同様、裏FUTURE SCAPEへも、数々の贈り物が届く。番組開始当初は、表で紹介しきれなかった関係者からの贈答品や、オンエアー終了後に届いた品を裏FUTURE SCAPEで紹介・飲食していた。しかしながら回を重ねるに連れ、裏FUTURE SCAPE宛に、お土産が送られてくるようになった。
配信第48号頃からは、「提供」という概念も登場している。小山・柳井らは番組に贈り物が届く度、「裏FUTURE SCAPEは、○○さんの提供でお送りします」と発表し、飲食を楽しんだ。これには提供者に感謝を伝えると共に、お土産を広く募るという意図がある。
数々のお土産の中でも、肉に関してのリアクションは大きく、裏FUTURE SCAPE配信第115号で牛タンが届いたとき、小山は「うぉぉ」と雄たけびをあげ、柳井は「牛タン 牛タン 牛タンタン♪」と歌い出すなどのはしゃぎぶりを見せている。
裏FUTURE SCAPEに於いては、お土産がムーブメントを起こすこともある。配信145号にリスナー・「キタダテアツシ」から送られてきたアベックラーメンは、小山・柳井を魅了、何週にも渡っての盛り上がりを見せた。
また、おねだりも健在である。FUTURESCAPEオンエアーでは、公共の電波に乗せて、欲しい物を広く募る、あるいは「業務連絡」と称して特定個人にリクエストをするという手法をとっている。これに対して、裏FUTURE SCAPEには、独特の手口が存在する。リスナーに生電話をする裏ならではの習慣を利用し、電話で直接、リクエストをするというもの。配信第49号で、「えっちょ」に電話した際、小山はハチミツをおねだりしている。
第54号では、手口は更に巧妙化し、お土産をおねだりする目的でリスナー・「ゆっこ」に電話。第150号に至っては「キタダテアツシさんかなぁ、おねだりと言えば」と小山は発言、ターゲットの絞り込みをしていることが明らかになった。
このリスナー・「キタダテアツシ」は、「現地お土産調達AD」として活躍、牛タンやアベックラーメンをはじめ、数々のお土産を提供、小山・柳井らの食欲を満たしている。しかし小山・柳井は度重なるおねだりを反省。第156号、リスナー・「うどん食いな奴」（キタダテアツシ）から、お土産の希望をとるメールに対し、「本当に申し訳ないと思う」と悔い改めるも、自らを戒めるため、最後のおねだり電話を敢行した。
その電話の中で、小山・柳井は、キタダテ個人への負担を避けるため、「お土産調達ADのバトンを受け取る人」を募集した。更に小山は「いいんですか、他のリスナーの皆さん、キタダテさんばかりにお土産買わせて」「自分が…オレもちょっとたまには…という優しさを持って欲しい」とリスナーを叱咤している。
配信第191号では、ラジオネーム・「コウノさん」から送られてきた、冷凍の宇都宮餃子を調理する為に、ホットプレートをおねだりした。しかし「スタジオ中餃子（の臭い）」になることに気づいた2人は、すぐさま「送らないで下さいね」と訂正している。